# 映画秘宝
『映画秘宝』（えいがひほう）は、秘宝新社が発行する映画雑誌。毎月21日発売。本誌は1995年に洋泉社で発行するムックでスタート、1999年に隔月刊の映画雑誌となり、2002年に月刊誌となった。
同誌は「映画を見るよりも、ライターたちのその映画についての文章のほうが面白い」と、継続的に映画マニアの人気を集めている。
また、創刊者の一人である町山智浩が携わった『映画宝島』（宝島社）から流れて来たライターも多く、他の映画雑誌にはない切り口でB級映画やお色気映画、ハリウッドの失敗大作などを紹介しており、「中学生男子」感覚を爆発させた編集方針が売りである。
さらに、上映イベント（東京国際ファンタスティック映画祭内の一企画として毎年企画された「映画秘宝まつり」など）や、新宿ロフトプラスワンでのトークイベントなどを行っている。

## 歴史
1995年に洋泉社で、編集者町山智浩と田野辺尚人により創刊。一冊につきワンテーマのA5判ムックとして年に数度発刊された。表紙のデザインは宇川直宏によるコラージュであった。
創刊者の町山智浩は、創刊の動機について「映画が女の観客を目当てにすることによって、映画雑誌が女性読者向けのものばかりになって面白くなかった。男向けの映画雑誌を作りたかった」「蓮実重彦流の『映画を語るのがオシャレ』な雑誌もイヤだった」「かつて、石上三登志らが刊行していた映画雑誌『映画宝庫』の影響を受けている」「雑誌『Cut』の映画について書いているライターたちが、映画に全然詳しくないので腹がたった」などと語っている。
1996年に町山が退職し、田野辺尚人が実質の2代目編集長として刊行を継続した。だが、田野辺は健康上の理由から『映画秘宝』の編集実務から退いた（田野辺はのち、2007年9月刊行の『グラインドハウス映画入門』以降、「別冊映画秘宝」編集長として、ムック時代の匂いをただよわせる書籍を刊行している）。
1999年に、A4判の隔月刊映画雑誌としてリニューアル、2002年より月刊化した。雑誌化により、デザイン担当は高橋ヨシキに交代した。
その後は大矢雅則が編集長をつとめていたが、2007年に退社し、松崎憲晃をへて、2012年11月号から 2020年の休刊まで岩田和明が編集長だった。
2020年2月1日付で洋泉社が宝島社に吸収合併され解散するのに伴い、宝島社では継続発行せず、2020年3月号をもって休刊となった。その後、岩田が新たに発足させた合同会社オフィス秘宝が「映画秘宝」の商標権を取得、岩田が編集長として同社による編集、双葉社が発行する形で同年4月21日発売の6月号より復刊することが決まった。

### 編集長・岩田和明の恫喝DM問題
2021年、編集長（当時）の岩田和明が公式Twitterアカウントを通じて、批判的な発言をした一部のアカウントに対し恫喝的なダイレクトメッセージ（DM）を送っていた事が判明した。
発端は2021年1月5日放送のTBSラジオ『アフター6ジャンクション』に岩田と編集部の岡本敦史が出演し、別冊号「決定版 韓国映画究極ガイド」や韓国映画について語ったところ、女性リスナーが17日に（その女性リスナーの勘違いで）「女性ゲストが出ると思ったら男性しかいなかった」、同誌にホモソーシャル的なノリがある「あの雑誌まわりが全部苦手で、勝手に幻滅している」「アトロク（うたまるさん）とか映画秘宝とかは“俺たちのー！”とか“ポンコツ”とかそう言うノリがしんどーい」「私は映画秘宝全然読んでなくてあんまりいいイメージなくて」「男性執筆陣ばっかの本も買いたくねーな」「純粋な悪口です」と批判するツイートを行ったもので、この女性に対しDMで「私は、『俺たちの〜』も『ポンコツ』も、いちども言ったことがありません。」「胸が締め付けられるほど苦しい」「死にたい」等の内容の文章を送った物である。
受け取った女性がこのDMの内容を「死にたくなるってこっちに訴えてくるの驚きのセンシティブさで、これわざわざ検索して見てその相手にDMしてくんのヤバくないですか？？！！！！」というツイートと共に公開したことで問題が発覚、25日に公式アカウント上で一連の経緯を説明するとともに、公式アカウントが岩田の管理で運用されていたこと、また「過労の中で一方的に頭に血がのぼってしまい、憤りを感じてしまったため」単独行動で当該DMを送付したと説明、岩田に全責任があるとして、謝罪とともにアカウントの管理業務から外す措置を執った。
翌26日には同じく公式アカウントにてオフィス秘宝執行社員の田野辺尚人、相談役の町山智浩と柳下毅一郎、そして編集部一同の連名で謝罪文を公表、「雑誌という公共性を持ったメディアが個人に対して攻撃を加える行為を、断じて許せない行為だと考える」として改めて謝罪、岩田については謝罪文を送る前に女性に電話で直接連絡していたことも明らかにするとともに、「看過することができない、本誌の心情と真っ向から対立する、許しようのない行為」と断じ、「断固たる処分を行う」と明言もしている。また、「この件に関しては発行元である株式会社双葉社は一切関与していません」と説明している。
一方で、岩田が当該女性の連絡先を入手した経緯について、「抗議の電話を受けた双葉社がオフィス秘宝に共有した」という指摘が出ていることから、追加の説明を求める声も出ている。こうした一連の事態を受けて双葉社も公式サイトにおいて謝罪文を掲載、「当該事案についての個人情報を含めた情報共有の過程においても、その取扱いについて弊社としても慎重さを欠いた対応となってしまった」と謝罪している。
一連の騒動を受けて、起点となった『アフター6ジャンクション』パーソナリティの宇多丸は26日の放送でこのことに触れ、岩田の行動について「一見、下に出ているようで、一種の脅し。アウト中のアウトを重ねてしまった」と断じ、火曜パートナーの宇垣美里も「まごうことなき脅迫」と非難した。また、被害女性に対し気遣いを見せるとともに、番組自体も改善を図る方針であると語っている。
同年2月2日、オフィス秘宝は岩田が編集長職を辞任するとともに自主退社したことを発表した。
2021年12月2日、「映画秘宝」およびオフィス秘宝が、紙面上・SNS上での経緯説明と正式な謝罪文の掲載を見送り続けていることをうけ、現編集部員ら6名のうち、編集長を含む5名が連名で翌月号（2022年2月号）以降の編集業務から自主的に外れることを発表した。なお、その前日の2021年12月1日、有限会社スタジオ・ハードの創業者で、出版プロデューサーの高橋信之が、新編集長に就任することをFacebook上で発表した。その一方で2022年1月19日には町山智浩が本件被害者との同意を得て編集業務に復帰することを表明するとともに、被害者とオフィス秘宝、双葉社の三者の間で既に和解が成立していること、和解に関しての誌面への掲載が双葉社の方針で差し止められていることを明かしている。
その後2022年2月21日に双葉社が同年3月19日発行の2022年5月号をもって同社の刊行物としては休刊すると発表した。営業上の経営判断が理由だとしており、今後については5月号誌面及び3月末開設予定のオフィス秘宝公式サイトで発表するとしている。

### オフィス秘宝での展開
オフィス秘宝は、自身の公式サイトにおいて、自社は2021年8月、双葉社は2022年1月に、DM被害者との法的和解を行ったと表明している。また、同じサイトにおいて、2022年に、事件の再発防止策や、被害者からの質問への回答を掲載している。
オフィス秘宝は「映画秘宝公式note」を開設して、町山智浩の評論などを、有料で配信する業務を行っている。

### 再々創刊
2023年12月19日、新たに設立された合同会社秘宝新社が雑誌の権利を取得し2024年1月19日発売の3月号から月刊誌として改めて創刊されることが発表された。

## 関連する叢書等
ムック時代には、類似コンセプトの『マンガ地獄変』（水声社）、『悶絶プロレス秘宝館』（シンコー・ミュージック）も刊行され、「昭和B級カルチャー・リスペクト・3ムック」として鼎立していたが、他の2ムックは短期間で休刊となった。
洋泉社からは『映画秘宝』の兄弟ムックとして、『まんが秘宝』『活字秘宝』『音楽秘宝』『ジャリカル秘宝』等も刊行されたが、やはりいずれも数号で休刊となった（なお、2013年7月「まんが秘宝」が15年ぶりに刊行）。また、洋泉社から発行されていた雑誌『オトナアニメ』は、元『映画秘宝』編集部の大矢雅則が創刊した雑誌である。
なお、2005年からウルトラヴァイヴにより刊行されている『Hotwax 日本の映画とロックと歌謡曲』（編集：高護）シリーズも、映画+歌謡曲という独自の路線を歩んでいるが、ムック時代の『映画秘宝』の影響を感じさせる内容である。

### 映画秘宝・兄弟ムック
- まんが秘宝 ぶっちぎりヒーロー道
- まんが秘宝 Vol. 2 つっぱりアナーキー王(キング)
- 活字秘宝 この本は怪しい!!―日本一のモーレツ・ブックガイド
- まんが秘宝 Vol. 3 まんがチャンピオンまつり―ぶっちぎりヒーロー道・リターンズ!!
- ジャリカル秘宝 Vol. 1 冒険!おもちゃ箱!!
- 音楽秘宝 ベスト盤でOK!
- 活字秘宝 vol.2 平成の名探偵50人
- まんが秘宝 男のための青春まんがクロニクル

## 主なライター
| - アイカワタケシ - 會川昇 - 青井邦夫 - 小明 - 伊東美和 - 市川力夫 （元・編集者） - 井口昇 - ウエダハジメ - 浦山珠夫（佐藤利明） - 江戸木純 - 大槻ケンヂ - 大畑晃一 - 尾崎一男 - 快楽亭ブラック - キシオカタカシ - キ・ターヴォ - ギンティ小林 - くれい響（元・編集者） | - 小林真里 - 斉藤工 - 猿渡由紀 - 澤井健 - ジャンクハンター吉田 - 神武団四郎 - 杉作J太郎 - セルジオ石熊 - 添野知生 - 高瀬将嗣 - 高橋ターヤン - 高橋ヨシキ - 谷垣健治 - 田口清隆 - 田野辺尚人 - 知野二郎 | - てらさわホーク - デルモンテ平山 - 友成純一 - 中野貴雄 - 中沢健 - 中原昌也 - ナマニク - ノーマン・イングランド - 長谷川町蔵 - 藤木TDC - 町山智浩 - 松井修 - 真魚八重子 - みうらじゅん - 三留まゆみ - モルモット吉田 - 柳下毅一郎 - リリー・フランキー - 鷲巣義明 |

## 『映画秘宝』創刊前の関連本
- 別冊宝島『映画の見方が変わる本』
- 雑誌『映画宝島』"発進準備イチかバチか号”（創刊号のみで挫折）
- 別冊宝島『映画宝島 異人たちのハリウッド-「民族」というキーワードで映画の見方が変わる!』
- 別冊宝島『映画宝島 怪獣学・入門！』
- 別冊宝島『映画宝島 地獄のハリウッド！-SEXと殺人とスキャンダルの映画史』
  - 上記は宝島社時代の町山智浩編集（編集補佐：柳下毅一郎）
- キーワード事典編集部『悪趣味洋画劇場』 - 『映画秘宝』創刊前に、洋泉社で田野辺尚人が編集して中原昌也らが執筆した書籍。
  - この路線と、洋泉社に出向した町山智浩の路線とが合体して『映画秘宝』シリーズが始まった。

## ムック時代『映画秘宝』
- エド・ウッドとサイテー映画の世界
- 悪趣味邦画劇場
- ブルース・リーと101匹ドラゴン大行進！
- 男泣きTVランド-Tattoo yu
- 夕焼けTV番長
- 底抜け超大作
- あなたの知らない怪獣マル秘大百科
- セクシー・ダイナマイト猛爆撃
- 日常映画劇場-映画のことはぜんぶTVで学んだ！
- GOGOバカ大将
- 映画懐かし地獄70's

原点
- 悪趣味洋画劇場

## 別冊映画秘宝/映画秘宝EX
- 『ベストテンなんかぶっとばせ!!-期間限定版』
- 『ファビュラス・バーカー・ボーイズの地獄のアメリカ観光』町山智浩/柳下毅一郎 - のちちくま文庫
- 『この映画をみろ! ’99』
- 『吹替洋画劇場』
- 『アイドル映画30年史』
- 『「キル・ビル」&タランティーノ・ムービーインサイダー 『キル・ビル』とタランティ-ノに世界一詳しくなるガイドブック』
- 『「キル・ビルVOL.2」&タランティーノ・ムービーインサイダー 『キル・ビルVOL.2』の謎のすべてが世界一わかる』
- 『実録殺人映画ロードマップ』柳下毅一郎：構成
- 『ヴァン・ヘルシングインサイダー』
- 『とり・みきの映画吹替王』とり・みき
- 『平成の時代劇オールガイド』
- 『カンフーハッスルインサイダー-功夫衝撃的電影実用解説書』
- 『『エイリアンVS.プレデター』対『ゴジラ FINAL WARS』映画最大の決戦』映画秘宝編集部、Studio28
- 『妖怪映画夏の陣 京極夏彦『姑獲鳥の夏』vs『妖怪大戦争』』
- 『実録!マーダー・ウォッチャー 2005 summer issue』柳下毅一郎：監修
- 『チーム☆アメリカ/ワールドポリスインサイダー』
- 『海外TVドラマ マニアックス vol.1 60年代TV-SF大全 〜米国編〜』
- 『スパイダーマンインサイダー 最新作『スパイダーマン3』徹底解説！』
- 『グラインドハウス映画入門』
- 『ジャンゴ スキヤキ&マカロニ・ウエスタン読本』映画秘宝編集部/石熊勝己
- 『ショック!残酷!切株映画の世界』高橋ヨシキ、DEVILPRESS MURDER TEAM
- 『海外TVドラマ・マニアックスVol.2 新世紀アメリカドラマガイド』岸川靖編
- 『Murder Watcher 明治・大正・昭和・平成 実録殺人事件がわかる本』柳下毅一郎：監修
- 『Murder Watcher 実録 この殺人はすごい!』柳下毅一郎：監修
- 『海外TVドラマ・マニアックスVol.3 英国テレビの大逆襲』岸川靖編
- 『怖いテレビ』
- 『Murder Watcher 殺人大パニック!!』柳下毅一郎：監修
- 『海外TVドラマ・マニアックスvol.4 最新版スター・トレック・ビギンズ』岸川靖編
- 『ショック! 残酷! 切株映画の逆襲』高橋ヨシキ、DEVILPRESS MURDER TEAM
- 『東宝特撮総進撃』
- 『『イングロリアス・バスターズ』映画大作戦!』
- 『実録・殺人事件がわかる本2010 SPRING マーダー・ウォッチャーVol.6』柳下毅一郎：監修
- 『衝撃! 超常現象映画の世界』
- 『戦艦大和映画大全』
- 『東宝特撮女優大全集』
- 『ゼロ年代日本映画100』
- 『ゾンビ映画大マガジン』
- 『モスラ映画大全』
- 『東宝空戦映画大全』
- 『映画の必修科目01 仰天カルト・ムービー100』
- 『「電人ザボーガー」＆ピー・プロ特撮大図鑑』
- 『映画の必修科目02 激辛韓流映画100』
- 『80年代ガキTV＆シネマ大百科』ギンティ小林&映画秘宝編集部編
- 『海外TVドラマ・マニアックスvol.5 最新検証!21世紀サンダーバード読本』スティーブン・ラリビエー：著、伊藤秀明：監修
- 『激動!アイドル10年史 日本の歴史に刻まれた、グループアイドルの10年間』
- 『衝撃の世界映画事件史』
- 『鮮烈！アナーキー日本映画史1959〜1979』
- 『映画の必修科目03 異次元SF映画100』
- 『アメコミ映画完全ガイド スーパーヒーロー編』
- 『アメコミ映画完全ガイド ダークヒーロー編』
- 『思春期映画女優グラフィティ』
- 『大宇宙映画超読本「エイリアン」「プロメテウス」驚異の世界』別冊映画秘宝編集部+岸川靖編
- 『爆裂! アナーキー日本映画史1980〜2011』
- 『ナチス映画電撃読本』別冊映画秘宝編集部+高橋ヨシキ+岸川靖編
- 『映画の必修科目04 クライム・アクション100』
- 『ウルトラセブン研究読本』
- 『最強アクション・ムービー決定戦』ギンティ小林+映画秘宝編集部編
- 『シャーロック・ホームズ映像読本』岸川靖編
- 『危機一発スパイ映画読本』中野貴雄+別冊映画秘宝編集部編
- 『映画の必修科目05 突撃! モンスター映画100』
- 『80年代悪趣味ビデオ学入門!』山崎圭司+別冊映画秘宝編集部編
- 『百発百中! ウェスタン映画入門!』
- 『実録やくざ映画大全』
- 『惨劇の世界映画事件史』
- 『映画の必修科目06 腹筋崩壊! コメディ映画100』
- 『世界怪獣映画入門!』岸川靖+STUDIO28編
- 『円谷プロ怪奇ドラマ大作戦』
- 『映画の必修科目07 冷酷! 悪漢映画100』
- 『怖いテレビ』岸川靖+別冊映画秘宝編集部編
- 『円谷プロSFドラマ大図鑑』
- 『凶悪の世界映画事件史』
- 『80年代悪趣味ビデオ学の逆襲』
- 『映画の必修科目08 狂烈ファンタジー映画100』
- 『ウルトラマン研究読本』
- 『金田一耕助映像読本』
- 『新世紀怪獣映画読本』
- 『オール東宝怪獣大図鑑』
- 『アメコミ映画完全ガイドスーパーヴィラン編』
- 『実相寺昭雄研究読本』
- 『映画の必修科目09 滝汗! サスペンス映画100』
- 『シャーロック・ホームズ映像読本<増補改訂版>』
- 『初代ゴジラ研究読本』
- 『モーレツ! アナーキーテレビ伝説』
- 『TOKYOTRIBE&世界ギャングスタ映画読本』別冊映画秘宝編集部+大内稔(編)
- 『映画の必修科目10 仰天カルト・ムービー100 PART2』
- 『<保存版>東宝特撮女優大全集』
- 『90年代狂い咲きVシネマ地獄』
- 『タイムトラベル映像読本』岸川靖編
- 『新世紀特撮映画読本』
- 『江戸川乱歩映像読本』
- 『映画の必修科目11 鳥肌ホラー映画100』
- 『ロード・オブ・ザ・リング&ホビット中つ国サーガ読本』旅の仲間+別冊映画秘宝編集部
- 『映画の必修科目12 激アツ！男の友情映画100』
- 『戦慄のスラッシャー映画伝説！！』
- 『映画秘宝ex＆オトナアニメex アニメクリエイターの選んだ至高の映画』
- 『特撮秘宝vol.1』
- 『世界鬼才監督列伝』別冊映画秘宝編集部、岡本敦史編
- 『アメコミ映画完全ガイド2015 ネクストヒーロー編』光岡三ツ子監修
- 『最新 恐竜映画画報 映画秘宝2015年09月号増刊』
- 『映画の必修科目13 猛爆! 戦争映画100』
- 『不思議TV』岸川靖編
- 『厭な映画』 山崎圭司, 岡本敦史,別冊映画秘宝編集部 (編集)
- 『特撮秘宝vol.2』
- 『マッドマックス・ムービーズ』ギンティ小林, 市川力夫 (編集)
- 『ドラマ秘宝vol.1 マニアのための特濃ドラマガイド』
- 『映画の必修科目14 新世紀SF映画100』
- 『にっぽんの刑事スーパーファイル』
- 『特撮秘宝vol.3』
- 『ドラマ秘宝vol.2 マニアのための特濃ドラマガイド』
- 『映画の必修科目15 爆食! ゾンビ映画100』
- 『日本不良映画年代記』
- 『日本映画クロニクルvol.1技と情熱の「大映」篇』
- 『涙の千本ノック! スポーツ映画大全集』
- 『アメコミ映画完全ガイド2016 バトルガールU.S.A.』
- 『最強ミステリ映画決定戦』
- 『怪奇秘宝』
- 『最強ミステリ映画決定戦』
- 『映画の必修科目16激動! イギリス映画100』
- 『特撮秘宝vol.4』
- 『スター・トレック完全読本』
- 『2016年版 この映画を見逃すな!』
- 『特撮秘宝vol.5』
- 『怪奇秘宝戦慄編』
- 『謎の映画』山崎圭司、別冊映画秘宝編集部
- 『劇場アニメの新時代』
- 『激闘! アジアン・アクション映画大進撃』浦川留, 岡本敦史, 夏目深雪編集
- 『究極決定版 映画秘宝オールタイム・ベスト10』
- 『特撮秘宝vol.6 』
- 『21世紀ホラームービー年代記(クロニクル)』山崎圭司 (編)
- 『怪奇秘宝 「山の怪談」編』
- 『アメコミ映画完全ガイド2017』
- 『市川崑「悪魔の手毬唄」完全資料集成』
- 『闘うヒロイン大図鑑』
- 『ブレードランナー究極読本&近未来SF映画の世界』中子真治監修
- 『特撮秘宝vol.7』
- 『鬱な映画』山崎圭司 (編)
- 『秘宝偉人大全01 世界のカルト監督列伝』
- 『アニメ秘宝発進準備号 オールタイム・ベスト・アニメーション』別冊映画秘宝編集部
- 『オール東宝メカニック大図鑑』
- 『アメコミ映画完全ガイド2018』
- 『決定版ツイン・ピークス究極読本』
- 『特撮秘宝vol.8』
- 『怖い、映画』山崎圭司,岡本敦史,別冊映画秘宝編集部 (編集)
- 『サスペリア マガジン』山崎圭司 (編さん)
- 『昭和メカゴジラ鋼鉄図鑑』友井健人 (編さん)
- 『絶対必見!SF映画200』STUDIO28 (編集)
- 『決定版ゾンビ究極読本』ノーマン・イングランド (監修)

## 映画秘宝COLLECTION 映画秘宝special他
映画秘宝編集部が刊行する書籍。
- 『ボンクラ映画魂 三角マークの男たち』杉作J太郎 のち『ボンクラ映画魂 完全版: 燃える男優列伝』（徳間書店）
- 『ソドムの映画市 あるいは、グレートハンティング的（反）批評闘争』中原昌也
- 『幻の怪談映画を追って』山田誠二
- 『世界映画・拳銃大図鑑―小林弘隆ベストワーク集』くろがねゆう (監修)
- 『必殺シリーズを創った男 カルト時代劇の仕掛人、大いに語る』山内久司
- 『醜聞聖書 ザ・バイブル・オブ・スキャンダル』藤木TDC
- 『愛は死より冷たい 映画嫌いのための映画の本』柳下毅一郎
- 『美女と殺しとデイヴィッド タキヤンの書き捨て映画コラム100連発+α』滝本誠
- 『モンティ・パイソン大全』須田泰成
- 『ガンダム・エイジ ガンプラ世代のためのガンダム読本』映画秘宝関係者の中にいたガンダム野郎
- 『秘録必殺シリーズの舞台裏 カルト時代劇に賭けた男たち』仲川利久/山田誠二
- 『マカロニ・アクション大全 剣と拳銃の鎮魂曲』二階堂卓也/石熊勝己
- 『香港功夫（クンフー）映画激闘史』知野二郎
- 『いつも心にジージャンを J-video '90s傑作選150』みうらじゅん
- 『モンスターメイカーズ映画秘宝 ハリウッド怪獣特撮史』Studio28
- 『暴力/猟奇/名画座』友成純一
- 『アメリカ横断TVガイド』町山智浩
- 『公式版サウスパーク・コンプリート・ガイド』高橋ヨシキ
- 『映画監督になる15の方法』轟夕起夫
- 『映画突破伝 「人肉饅頭」から「クイーン・コング」まで』江戸木純/叶井俊太郎
- 『マカロニポスター大全』石熊勝己
- 『ファビュラス・バーカー・ボーイズの映画欠席裁判』町山智浩/柳下毅一郎 のちシリーズからのセレクトで『ベスト・オブ・映画欠席裁判』文春文庫
- 『〈映画の見方〉がわかる本 『2001年宇宙の旅』から『未知との遭遇』まで』町山智浩
- 『ハマーフィルムホラー&ファンタスティック映画大全』梶原和男
- 『ゾンビ映画大事典』伊東美和
- 『サンダーバードを作った男』ジェリー・アンダーソン、サイモン・アーチャー、マーカス・ハーン
- 『一人でもできる映画の撮り方』西村雄一郎
- 『山本弘のトワイライトTV』山本弘
- 『「スクール★ウォーズ」を作った男』山中伊知郎
- 『香港アクションスター交遊録』倉田保昭
- 『人間・廃業・宣言 世紀末映画メッタ斬り』友成純一
- 『マカロニ・マエストロ列伝 暴力と残酷の映画に生きた映画職人たち』二階堂卓也
- 『ファビュラス・バーカー・ボーイズの映画欠席裁判2』町山智浩/柳下毅一郎
- 『レイトショーのしあわせな夜』青山南
- 『一人で作る人のためのアニメーション講座』昼間行男
- 『実録マフィア映画の世界』山田吐論
- 『人間・廃業・宣言 世紀末映画メッタ斬り』友成純一
- 『マカロニ・マエストロ列伝 暴力と残酷の映画に生きた映画職人たち』二階堂卓也
- 『異形の監督ジェス・フランコ ユーロ・トラッシュ映画がほこる巨匠のすべて』木野雅之
- 『ファイト批評 映画・喧嘩・上等』アイカワタケシ/釣崎清隆
- 『〈映画の見方〉がわかる本 80年代映画カルトムービー編 ブレードランナーの未来世紀』町山智浩 のち新潮文庫
- 『ひとりから始めるアニメのつくり方』おかだえみこ文,鈴木伸一絵
- 『そこがいいんじゃない！みうらじゅんの映画批評大全1998-2005』みうらじゅん のちシリーズ２巻を再編集して『みうらじゅんのゆるゆる映画劇場』文春文庫
- 『女優林由美香』直井卓俊/林田義行
- 『ブライアン・デ・パルマ world is yours』三留まゆみ監修
- 『ファビュラス・バーカー・ボーイズの映画欠席裁判3』町山智浩/柳下毅一郎
- 『ライオン丸G 公式パーフェクトガイドブック』
- 『コーヒーブレイク、デイヴィッド・リンチをいかが』滝本誠
- 『激突！大槻ケンヂ対美女軍団』大槻ケンヂ
- 『突撃！現代百物語 新耳袋殴り込み』ギンティ小林著,ヒロモト森一絵 のち『新耳袋殴り込み 第一夜』『新耳袋殴り込み 第一夜』  (角川ホラー文庫)
- 『封印されたミッキーマウス―美少女ゲームから核兵器まで抹殺された12のエピソード』安藤健二
- 『異貌の成瀬巳喜男』榎並重行
- 『直撃現代百物語 新耳袋大逆転』ギンティ小林著,ヒロモト森一絵
- 『封印作品の憂鬱』安藤健二
- 『市川崑大全』映画秘宝編集部・編
- 『バット・ムービー・アミーゴスの日本映画最終戦争!<邦画バブル死闘編>2007-2008年版』柳下毅一郎, 江戸木純,クマちゃん
- 『ポール・ナッシー ヨーロッパ悪趣味映画の王者』伊東美和編著
- 『アイドル墜落日記』小明
- 『衝撃現代百物語 新耳袋勝手にしやがれ』ギンティ小林著,ヒロモト森一絵 のち『新耳袋殴り込み 第三夜』 (角川ホラー文庫)
- 『特撮魂 〜東宝特撮奮戦記〜』川北紘一
- 『ミラクルスケッチ 〜中川翔子イラスト作品集』中川翔子
- 『そこがいいんじゃない！みうらじゅんの映画批評大全2006-2009』みうらじゅん
- 『日本映画空振り大三振〜くたばれ!ROOKIES』柳下毅一郎, 江戸木純,クマちゃん
- 『剣とサンダルの挽歌〜イタリア歴史活劇映画大全』二階堂卓也
- 『世界ブルース・リー宣言〜龍教聖典〜』江戸木純
- 『怪獣人生－元祖ゴジラ俳優・中島春雄－』中島春雄 - のち 洋泉社新書
- 『攻撃現代百物語 新耳袋 BOOK1』ギンティ小林著,ヒロモト森一絵
- 『映画「トラック野郎」大全集』鈴木則文、宮崎靖男、小川晋共編
- 『特撮円谷組 〜ゴジラと、東宝特撮にかけた青春〜』東宝ゴジラ会
- 『植木等ショー!』佐藤利明編著
- 『パチンコがアニメだらけになった理由（わけ）』安藤健二
- 『爆発!現代百物語 新耳袋危ないパワースポット』ギンティ小林著,ヒロモト森一絵 後『新耳袋殴り込み 最恐伝説』 (角川ホラー文庫)
- 『技斗番長活劇映画行進曲』高瀬將嗣
- 『映画秘宝ディレクターズ・ファイル ジョン・カーペンター』鷲巣義明
- 『特攻現代百物語 新耳袋殴り込みリターンズ』ギンティ小林著,ヒロモト森一絵
- 『小池一夫伝説』大西祥平
- 『女優 水野久美』水野久美,樋口尚文
- 『新世紀読書大全 書評1990-2010』柳下毅一郎
- 『園子温映画全研究1985-2012』松江哲明,モルモット吉田
- 『錯乱現代百物語 新耳袋殴り込み 発狂の島』ギンティ小林
- 『アクション映画バカ一代』谷垣健治
- 『暗黒映画入門 悪魔が憐れむ歌』高橋ヨシキ
- 『スターすっぱだか列伝 《女優編》 2006〜2012』澤井健
- 『鮮烈! アナーキー日本映画史1959-1979【愛蔵版】』
- 『映画宣伝ミラクルワールド 東和ヘラルド松竹富士独立系配給会社黄金時代』斉藤守彦
- 『中子真治SF映画評集成』中子真治
- 『新東宝・大蔵 怪奇とエロスの映画史』二階堂卓也
- 『しょこたんの秘宝遊戯〜映画貪欲大全〜』中川翔子
- 『【増量版】アイドル墜落日記』小明
- 『映画の生体解剖~恐怖と恍惚のシネマガイド~』稲生平太郎、高橋洋
- 『昭和怪獣画報 梶田達二画集』梶田達二
- 『今野雄二映画評論集成』今野雄二著,石熊勝己編
- 『妖の女 真理アンヌ写真集』
- 『中島春雄怪獣写真集』中島春雄
- 『本多猪四郎 無冠の巨匠』切通理作
- 『東映特撮物語 矢島信男伝』矢島信男
- 『80年代映画館物語』斉藤守彦
- 『暗黒映画評論 続悪魔が憐れむ歌』高橋ヨシキ
- 『光を継ぐために ウルトラマンティガ』小中千昭
- 『矢島正明 声の仕事』矢島正明
- 『みうらじゅんの映画ってそこがいいんじゃない!』みうらじゅん
- 『日本怪獣侵略伝～ご当地怪獣異聞集～』村井さだゆき, 小中千昭, 中野貴雄, 會川昇, 井口昇, 上原正三
- 『<映画秘宝>激動の20年史』
- 『決定版20世紀戦争映画クロニクル』大久保 義信
- 『狼たちは天使の匂い 我が偏愛のアクション映画1964～1980①』町山智浩
- 『川北紘一特撮写真集』川北紘一著,ドリーム・プラネット・ジャパン監修
- 『映画は中国を目指す』中根研一
- 『怪獣秘蔵写真集 造形師村瀬継蔵』村瀬継蔵
- 『完本 市川崑の映画たち』市川崑 , 森遊机著
- 『光線を描き続けてきた男 飯塚定雄』飯塚定雄, 松本肇
- 『映画を知るための教科書1912~1979』斉藤守彦
- 『映画なしでは生きられない』真魚八重子
- 『ジョン・カーペンター 恐怖の裏側 (HIHO ViSUAL BOOK)』ジョン・カーペンター著, トニー・ティンポーン序文・著, 小島秀夫(解説) , キム・ゴットリーブ=ウォーカー (写真)
- 『漫画家の選んだ至高の映画』
- 『心霊ドキュメンタリー読本』小池壮彦
- 『西川伸司ゴジラ画集』西川伸司
- 『映画で読み解く「都市伝説」』ASIOS
- 『悲運の映画人列伝 ~あの映画人は今』映画秘宝編集部 (編集)
- 『衝撃の「実録映画」大全』 映画秘宝編集部 (編集)
- 『技斗番長活劇戦記 ~実録日本アクション闘争記』高瀬将嗣
- 『塚本晋也「野火」全記録』塚本晋也
- 『悪趣味ビデオ聖書(バイブル)』山崎圭司 (編集)
- 『ゴジラとともに~東宝特撮VIPインタビュー集』別冊映画秘宝編集部（編集）
- 『新世紀銃撃戦映画のすべて』青井邦夫
- 『完全版アナーキー日本映画史1959-2016』映画秘宝編集部(編集)
- 『ゴジラ365日』野村宏平 (著), 冬門稔弐 (著)
- 『華麗なる微狂いの世界』平山夢明
- 『江頭2:50のパニック・イン・エィガ館』江頭2:50 (著), ギンティ小林 (編集)
- 『怪獣少年の〈復讐〉 ~70年代怪獣ブームの光と影』切通理作
- 『異端の映画史 新東宝の世界』映画秘宝編集部
- 『世にも不思議な怪奇ドラマの世界』山本弘著, 尾之上浩司監修
- 『岸田森 夭逝の天才俳優・全記録』武井崇
- 『謎の円盤UFO 完全資料集成』スティーブン・ラリビエー著,岸川靖編集
- 『世界ファンタスティック映画狂時代』友成純一
- 『映画宣伝ミラクルワールド特別篇』斉藤守彦
- 『新悪魔が憐れむ歌』高橋ヨシキ
- 『殺しの手帖<実録>平成の未解決・未解明事件の謎』
- 『ゴジラの工房~若狭新一造形写真集』若狭新一
- 『あなたの知らない「レトロ特撮」の素晴らしき世界』山本弘
- 『サ・ン・ト・ランド サウンドトラックで観る映画』長谷川町蔵
- 『クリント・イーストウッド ポスター大全』石熊勝己 (編)
- 『セントラル・アーツ読本』山本俊輔 (編集), 佐藤洋笑 (編集), 映画秘宝編集部 (編集)
- 『東宝版フランケンシュタインの怪獣完全資料集成』岸川靖  (編集)
- 『ゴースト・ハンターズ完全読本 怪異を追う者たち――『事件記者コルチャック』から『死霊館』まで』尾之上浩司
- 『映画のディストピア』中原昌也 , ノーマン・イングランド, 小野寺生哉, 寺沢孝秀,ナマニク, 鷲巣義明 ,高橋ヨシキ (著)
- 『プリズナーNo.6完全読本』尾之上浩司 (編集)
- 『三船敏郎全映画』石熊勝己 (編集), 映画秘宝編集部 (編集)
- 『有川貞昌 ゴジラの息子と円谷英二』
- 『シュワルツェネッガー主義』てらさわホーク
- 『アウトロー女優の挽歌~スケバン映画とその時代』藤木TDC (著),黄島点心 (イラスト)
- 『丸山浩ウルトラデザイン画集』丸山浩
- 『ロッド・サーリングと『四次元への招待』完全読本』尾之上浩司 (編集)

## 映画秘宝セレクション
- 『デルモンテ平山の「ゴミビデオ大全」』平山夢明
- 『ゾンビ論』伊東美和、山崎圭司
- 『アメコミ映画40年戦記 -いかにしてアメリカのヒーローは日本を制覇したか』小野耕世, 池田敏, 石川裕人, 堺三保, てらさわホーク, 光岡三ツ子
- 『キング・コング入門』神武団四郎
- 『平成特撮世代〜新時代のゴジラ、ガメラ、ウルトラマンと仮面ライダー〜』中沢健
- 『バッドエンドの誘惑〜なぜ人は厭な映画を観たいと思うのか〜』真魚八重子
- 『映画と残酷』ナマニク
- 『映画評論・入門!』モルモット吉田
- 『新世紀ミュージカル映画進化論』映画秘宝編集部、♪akira
- 『漫画+映画! ~漫画原作映画の現在地 』映画秘宝編集部・編、森直人,胆石クラッシャー,高鳥都,秦野邦彦,尾﨑一男,長野辰次,キシオカタカシ,馬飼野元宏
- 『タケダアワーの時代』友井健人、泉麻人
- 『スタン・リーとの仕事』長濵博史
- 『ジョージ・A・ロメロ 偉大なるゾンビ映画の創造者』伊東美和、山崎圭司
- 『実録・不良映画術』小林勇貴
- 『映画のキャッチコピー学』樋口尚文
- 『平成特撮の夜明け』別冊映画秘宝編集部 (編集)
- 『映画を進化させる職人たち 日本アクション新時代』別冊映画秘宝編集部 (編集)
- 『刑事コロンボ読本』町田暁雄 (編集)

## CD（サントラ集）
- 映画秘宝presents 恐怖の館 2003
- 映画秘宝presents アッパー・デジ・ロック 2003
- 映画秘宝presents フルスロットル 2004
- 映画秘宝presents マッスルヒート 2004

## 映画秘宝 ベストテン・トホホ10
「お堅いベストテンなんか、観る側にとって何の役にも立たない！」と1997年から始まった企画で、毎年3月号に掲載されている。
選出者は井口昇や大槻ケンヂ、水道橋博士、町山智浩など、今では111名にも及び、ベストテン発表と同時に、各選出者の選んだ作品や理由なども公表されている。かつては宇多丸、入江悠、江頭2:50、大谷ノブ彦、小島秀夫、斎藤工、城定秀夫、深町秋生、みうらじゅんらも選出に参加していた。
選出に当たっては、以下のルールが設けられている。
1. 年内に観た映画のうち、心を奪われた映画10本を選ぶ
2. 1位は10点……10位は1点。順不同は5.5点として集計し、合計点を算出する。
3. 集計対象は規定の〆切日までに到着した回答に限る。
4. 各々、選んだ作品には責任を持つ。

なお、ベストテンとともに、トホホ10(ワースト10)も発表されている。(HIHOはくさい映画賞参照)

### 1997年度
| 順位 | タイトル                                                                | 得点   |
| ---- | ----------------------------------------------------------------------- | ------ |
| 1    | マーズ・アタック!                                                       | 137点  |
| 2    | コンタクト                                                              | 76.5点 |
| 3    | アナコンダ                                                              | 68.5点 |
| 4    | ロスト・ハイウェイ                                                      | 63点   |
| 5    | THE END OF EVANGELION 新世紀エヴァンゲリオン劇場版 Air/まごころを、君に | 62.5点 |
| 6    | インデペンデンス・デイ                                                  | 49.5点 |
| 7    | フェイス/オフ                                                           | 46.5点 |
| 8    | スター・ウォーズ<特別篇>                                                | 44.5点 |
| 9    | ドラゴン危機一発'97                                                     | 43点   |
| 10   | フィフス・エレメント                                                    | 42点   |
| 11   | もののけ姫                                                              | 40点   |
| 12   | ボルケーノ                                                              | 38.5点 |
| 13   | ムトゥ 踊るマハラジャ                                                   | 35.5点 |
| 13   | CURE                                                                    | 35.5点 |
| 15   | エボラ・シンドローム/悪魔の殺人ウィルス                                 | 33点   |
| 16   | クラム                                                                  | 31点   |
| 16   | ロスト・ワールド/ジュラシック・パーク                                   | 31点   |
| 16   | バットマン&ロビン Mr.フリーズの逆襲                                     | 31点   |
| 19   | クラッシュ                                                              | 29.5点 |
| 19   | バウンド                                                                | 29.5点 |
| 21   | ウォレスとグルミット 危機一髪！                                         | 29点   |
| 21   | スクリーム                                                              | 29点   |
| 23   | ダブルチーム                                                            | 28点   |
| 24   | 目撃                                                                    | 27.5点 |
| 24   | ラヂオの時間                                                            | 27.5点 |
| 26   | さまよう魂たち                                                          | 25.5点 |
| 27   | シャ乱Qの演歌の花道                                                     | 25点   |
| 27   | モハメド・アリ/かけがえのない日々                                       | 25点   |
| 29   | トレインスポッティング                                                  | 24.5点 |
| 29   | ブレーキ・ダウン                                                        | 24.5点 |
| 31   | オースティン・パワーズ                                                  | 24点   |
| 32   | Lie lie Lie                                                             | 23.5点 |

トホホ10
| 順位 | タイトル                                                                | 得点   |
| ---- | ----------------------------------------------------------------------- | ------ |
| 1    | ロスト・ワールド/ジュラシック・パーク                                   | 72.5点 |
| 2    | フィフス・エレメント                                                    | 49点   |
| 3    | コンタクト                                                              | 43.5点 |
| 3    | マーズ・アタック!                                                       | 43.5点 |
| 5    | モスラ                                                                  | 41.5点 |
| 6    | キャッツ・アイ                                                          | 38点   |
| 7    | もののけ姫                                                              | 35.5点 |
| 8    | バットマン&ロビン Mr.フリーズの逆襲                                     | 34点   |
| 9    | 新世紀エヴァンゲリオン劇場版 シト新生                                   | 32.5点 |
| 10   | THE END OF EVANGELION 新世紀エヴァンゲリオン劇場版 Air/まごころを、君に | 30点   |
| 11   | レリック                                                                | 25点   |
| 12   | 虹をつかむ男                                                            | 21点   |
| 13   | インデペンデンス・デイ                                                  | 20点   |
| 13   | ラストマン・スタンディング                                              | 20点   |
| 15   | ダブルチーム                                                            | 19点   |
| 15   | ブエノスアイレス                                                        | 19点   |

### 1998年度
ベストテン
| 順位 | タイトル                     | 得点    |
| ---- | ---------------------------- | ------- |
| 1    | スターシップ・トゥルーパーズ | 284点   |
| 2    | プライベート・ライアン       | 214点   |
| 3    | ブギーナイツ                 | 213.5点 |
| 4    | オースティン・パワーズ       | 158点   |
| 5    | ムトゥ 踊るマハラジャ        | 138点   |
| 6    | ダークシティ                 | 98点    |
| 7    | リング                       | 88.5点  |
| 8    | フェイス/オフ                | 86.5点  |
| 9    | L.A.コンフィデンシャル       | 72点    |
| 10   | ザ・グリード                 | 68点    |
| 11   | ビッグ・リボウスキ           | 55.5点  |
| 12   | タイタニック                 | 54.5点  |
| 13   | 踊る大捜査線 THE MOVIE       | 46点    |
| 14   | トゥルーマン・ショー         | 43点    |
| 15   | GODZILLA/ゴジラ              | 41点    |
| 16   | CURE                         | 40.5点  |
| 17   | リーサル・ウェポン4          | 38点    |
| 18   | ブレイド                     | 37.5点  |
| 18   | トゥモロー・ネバー・ダイ     | 37.5点  |
| 20   | 神様の愛い奴                 | 35.5点  |
| 20   | 北京原人 Who are you?        | 35.5点  |
| 22   | プルガサリ 伝説の大怪獣      | 33点    |
| 22   | エイリアン4                  | 33点    |
| 24   | ブルース・ブラザース2000     | 32.5点  |
| 25   | メリーに首ったけ             | 30.5点  |
| 26   | GUMMO ガンモ                 | 29.5点  |
| 27   | がんばっていきまっしょい     | 29点    |
| 28   | アウト・オブ・サイト         | 27点    |
| 28   | ディープ・インパクト         | 27点    |
| 30   | ヴァンパイア/最期の聖戦      | 26点    |
| 30   | ブラック・マスク             | 26点    |

トホホ10
| 順位 | タイトル                   | 得点   |
| ---- | -------------------------- | ------ |
| 1    | GODZILLA/ゴジラ            | 81点   |
| 2    | アベンジャーズ             | 40.5点 |
| 3    | タイタニック               | 32点   |
| 4    | ポストマン                 | 31点   |
| 5    | ビーン                     | 27点   |
| 6    | ドーベルマン               | 23点   |
| 7    | ブルース・ブラザース2000   | 21点   |
| 7    | プライベート・ライアン     | 21点   |
| 9    | ディープ・インパクト       | 20点   |
| 10   | オースティン・パワーズ     | 18.5点 |
| 11   | スピーシーズ2              | 18点   |
| 12   | モスラ2 海底の大決戦       | 17点   |
| 13   | スプリガン                 | 16点   |
| 13   | らせん                     | 16点   |
| 13   | ロスト・イン・スペース     | 16点   |
| 16   | ジャッキー・ブラウン       | 15点   |
| 17   | アンドロメディア           | 14点   |
| 17   | リーサル・ウェポン4        | 14点   |
| 19   | アルマゲドン               | 12点   |
| 19   | スポーン                   | 12点   |
| 19   | ベルベット・ゴールドマイン | 12点   |

### 1999年度
ベストテン
| 順位 | タイトル                                        | 得点    |
| ---- | ----------------------------------------------- | ------- |
| 1    | マトリックス                                    | 226点   |
| 2    | ファイト・クラブ                                | 141.5点 |
| 3    | メリーに首ったけ                                | 137点   |
| 4    | シックス・センス                                | 110点   |
| 5    | ブレイド                                        | 104.5点 |
| 6    | ガメラ3 邪神覚醒                                | 91.5点  |
| 7    | アイズ・ワイド・シャット                        | 82点    |
| 8    | バッファロー'66                                 | 76.5点  |
| 9    | スター・ウォーズ エピソード1/ファントム・メナス | 72.5点  |
| 10   | RONIN                                           | 71点    |
| 11   | アイアン・ジャイアント                          | 67点    |
| 12   | DEAD OR ALIVE 犯罪者                            | 66点    |
| 13   | オースティン・パワーズ:デラックス               | 63点    |
| 14   | パラサイト                                      | 61点    |
| 15   | ブレア・ウィッチ・プロジェクト                  | 60点    |
| 16   | シュリ                                          | 55点    |
| 17   | 地獄                                            | 54.5点  |
| 18   | ビッグ・ヒット                                  | 47.5点  |
| 19   | シックス・ストリング・サムライ                  | 47点    |
| 19   | ハムナプトラ/失われた砂漠の都                   | 47点    |
| 21   | ウェディング・シンガー                          | 39.5点  |
| 22   | ロック、ストック&トゥー・スモーキング・バレルズ | 38.5点  |
| 23   | 交渉人                                          | 37点    |
| 23   | WHO AM I?                                       | 37点    |
| 25   | バグズ・ライフ                                  | 36.5点  |
| 26   | ワイルドシングス                                | 35点    |
| 27   | ヴァンパイア/最期の聖戦                         | 33.5点  |
| 28   | ラン・ローラ・ラン                              | 32.5点  |
| 29   | 黒猫・白猫                                      | 29.5点  |
| 30   | B計劃                                           | 25点    |
| 30   | アルナーチャラム 踊るスーパースター             | 25点    |

トホホ10
| 順位 | タイトル                                        | 得点 |
| ---- | ----------------------------------------------- | ---- |
| 1    | スター・ウォーズ エピソード1/ファントム・メナス | 41点 |
| 2    | サイコ                                          | 16点 |
| 3    | ホーンティング                                  | 14点 |
| 4    | オースティン・パワーズ:デラックス               | 11点 |
| 4    | シン・レッド・ライン                            | 11点 |
| 6    | アルマゲドン                                    | 9点  |
| 6    | マトリックス                                    | 9点  |
| 6    | 6デイズ/7ナイツ                                 | 9点  |
| 6    | アイズ・ワイド・シャット                        | 9点  |
| 6    | エンド・オブ・デイズ                            | 9点  |
| 11   | ポーラX                                         | 8点  |
| 12   | 交渉人                                          | 7点  |
| 12   | 8mm                                             | 7点  |
| 14   | ソルジャー                                      | 6点  |
| 14   | ラストサマー2                                   | 6点  |
| 14   | アナザー・デイ・イン・パラダイス                | 6点  |
| 14   | ガメラ3 邪神覚醒                                | 6点  |
| 14   | ワイルド・ワイルド・ウエスト                    | 6点  |
| 14   | 梟の城                                          | 6点  |
| 14   | 鉄道員                                          | 6点  |
| 14   | 死国                                            | 6点  |

### 2000年度
ベストテン
| 順位 | タイトル                                   | 得点  |
| ---- | ------------------------------------------ | ----- |
| 1    | チャーリーズ・エンジェル                   | 190点 |
| 2    | グラディエーター                           | 117点 |
| 3    | マルコヴィッチの穴                         | 110点 |
| 4    | アイアン・ジャイアント                     | 108点 |
| 5    | サウスパーク/無修正映画版                  | 104点 |
| 6    | グリーン・デスティニー                     | 99点  |
| 7    | マグノリア                                 | 91点  |
| 8    | Bruce Lee in G.O.D 死亡的遊戯              | 88点  |
| 9    | スリーピー・ホロウ                         | 77点  |
| 10   | インビジブル                               | 69点  |
| 10   | ハピネス                                   | 69点  |
| 12   | ギャラクシー・クエスト                     | 68点  |
| 13   | シュリ                                     | 63点  |
| 14   | スペース・カウボーイ                       | 61点  |
| 14   | 遠い空の向こうに                           | 61点  |
| 16   | バトル・ロワイアル                         | 60点  |
| 17   | M:I-2                                      | 53点  |
| 18   | 呪怨                                       | 49点  |
| 19   | トイ・ストーリー2                          | 37点  |
| 20   | X-メン                                     | 36点  |
| 21   | うずまき                                   | 34点  |
| 22   | エクソシスト ディレクターズ・カット版      | 33点  |
| 23   | イグジステンズ                             | 31点  |
| 24   | 風雲 ストームライダーズ                    | 28点  |
| 25   | 鎗火                                       | 27点  |
| 26   | ジュブナイル                               | 26点  |
| 27   | ダンサー・イン・ザ・ダーク                 | 25点  |
| 27   | 漂流街 THE HAZARD CITY                     | 25点  |
| 29   | 顔                                         | 24点  |
| 30   | ハイスクール白書 優等生ギャルに気をつけろ! | 23点  |
| 31   | U-571                                      | 22点  |

トホホ10
| 順位 | タイトル                             | 得点 |
| ---- | ------------------------------------ | ---- |
| 1    | ミッション・トゥ・マーズ             | 21点 |
| 2    | パーフェクト・ストーム               | 15点 |
| 3    | ロミオ・マスト・ダイ                 | 14点 |
| 4    | 五条霊戦記                           | 10点 |
| 4    | バトルフィールド・アース             | 10点 |
| 6    | X-メン                               | 9点  |
| 7    | チャーリーズ・エンジェル             | 8点  |
| 8    | M:I-2                                | 7点  |
| 8    | イグジステンズ                       | 7点  |
| 10   | U.M.A レイク・プラシッド             | 6点  |
| 10   | ウルトラマンティガ THE FINAL ODYSSEY | 6点  |
| 10   | 海外ケンカ列伝                       | 6点  |
| 10   | カノン                               | 6点  |
| 10   | シュリ                               | 6点  |
| 15   | アナザヘヴン                         | 5点  |
| 15   | アンドリューNDR114                   | 5点  |
| 15   | グリーン・デスティニー               | 5点  |
| 15   | ザ・ビーチ                           | 5点  |
| 15   | シャフト                             | 5点  |
| 15   | ワールド・イズ・ノット・イナフ       | 5点  |

### 2001年度
ベストテン
| 順位 | タイトル                                              | 得点  |
| ---- | ----------------------------------------------------- | ----- |
| 1    | クレヨンしんちゃん 嵐を呼ぶ モーレツ!オトナ帝国の逆襲 | 106点 |
| 2    | ギャラクシー・クエスト                                | 99点  |
| 3    | あの頃ペニー・レインと                                | 69点  |
| 4    | ジュラシック・パークIII                               | 66点  |
| 5    | ゴーストワールド                                      | 59点  |
| 5    | チアーズ!                                             | 59点  |
| 7    | 回路                                                  | 57点  |
| 8    | 少林サッカー                                          | 55点  |
| 9    | ザ・ミッション 非情の掟                               | 54点  |
| 9    | ムーラン・ルージュ                                    | 54点  |
| 11   | アンブレイカブル                                      | 53点  |
| 12   | ゴジラ・モスラ・キングギドラ 大怪獣総攻撃             | 46点  |
| 13   | 殺し屋1                                               | 43点  |
| 14   | スターリングラード                                    | 37点  |
| 15   | セシル・B/ザ・シネマ・ウォーズ                        | 35点  |
| 16   | ビヨンド・ザ・マット                                  | 30点  |
| 17   | バトル・ロワイアル                                    | 29点  |
| 18   | BROTHER                                               | 26点  |
| 19   | 処刑人                                                | 24点  |
| 19   | スパイキッズ                                          | 24点  |
| 19   | 実録外伝 ゾンビ極道                                   | 24点  |
| 19   | テルミン                                              | 24点  |
| 19   | トゥームレイダー                                      | 24点  |
| 24   | アメリ                                                | 23点  |
| 24   | 千と千尋の神隠し                                      | 23点  |
| 26   | ハムナプトラ2/黄金のピラミッド                        | 22点  |
| 26   | ワイルド・スピード                                    | 22点  |
| 26   | 岸和田少年愚連隊 カオルちゃん最強伝説 Episode1        | 22点  |
| 29   | ウォーターボーイズ                                    | 21点  |
| 29   | メメント                                              | 21点  |
| 29   | レクイエム・フォー・ドリーム                          | 21点  |
| 32   | シャドウ・オブ・ヴァンパイア                          | 20点  |

トホホ10
| 順位 | タイトル                               | 得点 |
| ---- | -------------------------------------- | ---- |
| 1    | RED SHADOW 赤影                        | 22点 |
| 1    | パール・ハーバー                       | 22点 |
| 3    | PLANET OF THE APES 猿の惑星            | 19点 |
| 4    | A.I.                                   | 17点 |
| 5    | ハンニバル                             | 14点 |
| 6    | ダンサー・イン・ザ・ダーク             | 9点  |
| 7    | ウルトラマンコスモス THE FIRST CONTACT | 8点  |
| 8    | アンブレイカブル                       | 7点  |
| 8    | トゥームレイダー                       | 7点  |
| 8    | ファイナルファンタジー                 | 7点  |
| 11   | Bruce Lee in G.O.D 死亡的遊戯          | 6点  |
| 11   | 陰陽師                                 | 6点  |
| 11   | ジュラシック・パークIII                | 6点  |
| 14   | BROTHER                                | 5点  |

### 2002年度
ベストテン
| 順位 | タイトル                                        | 得点    |
| ---- | ----------------------------------------------- | ------- |
| 1    | 少林サッカー                                    | 151.5点 |
| 2    | ロード・オブ・ザ・リング                        | 126.5点 |
| 3    | サイン                                          | 117点   |
| 4    | ゴースト・オブ・マーズ                          | 91点    |
| 5    | トリプルX                                       | 90.5点  |
| 6    | スパイダーマン                                  | 85.5点  |
| 7    | ブラックホーク・ダウン                          | 74点    |
| 8    | jackass the movie                               | 67.5点  |
| 9    | スター・ウォーズ エピソード2/クローンの攻撃     | 64点    |
| 10   | ザ・ロイヤル・テネンバウムズ                    | 53.5点  |
| 11   | マルホランド・ドライブ                          | 45.5点  |
| 12   | クレヨンしんちゃん 嵐を呼ぶ アッパレ!戦国大合戦 | 44点    |
| 12   | ブレイド2                                       | 44点    |
| 14   | ズーランダー                                    | 41点    |
| 14   | ストーリーテリング                              | 41点    |
| 16   | スパイ・ゲーム                                  | 36点    |
| 17   | ジェヴォーダンの獣                              | 35点    |
| 18   | ファントム・オブ・パラダイス                    | 34点    |
| 19   | ボウリング・フォー・コロンバイン                | 33点    |
| 20   | マイノリティ・リポート                          | 31点    |
| 21   | WXIII 機動警察パトレイバー                      | 30点    |
| 22   | 新・仁義の墓場                                  | 29点    |
| 23   | ジェイソンX 13日の金曜日                        | 27点    |
| 24   | バイオハザード                                  | 25点    |
| 25   | 猟奇的な彼女                                    | 24.5点  |
| 25   | 刑務所の中                                      | 24.5点  |
| 27   | たそがれ清兵衛                                  | 23点    |
| 28   | 火山高                                          | 22点    |
| 29   | アメリカン・サマー・ストーリー                  | 21点    |
| 29   | スリープレス                                    | 21点    |
| 31   | スコーピオン・キング                            | 20.5点  |
| 31   | 突入せよ!「あさま山荘」事件                     | 20.5点  |
| 31   | 天国の口、終りの楽園。                          | 20.5点  |
| 35   | 地獄の黙示録 特別完全版                         | 20点    |
| 36   | 2009 ロスト・メモリーズ                         | 19点    |
| 36   | GUN CRAZY Episode-1「復讐の荒野」               | 19点    |
| 36   | ゴジラ×メカゴジラ                               | 19点    |
| 36   | ジェイ&サイレント・ボブ 帝国への逆襲            | 19点    |
| 36   | スパイダー パニック!                            | 19点    |
| 36   | 聖石傳説                                        | 19点    |
| 36   | DOGTOWN&Z-BOYS                                  | 19点    |

トホホ10
| 順位 | タイトル                                    | 得点 |
| ---- | ------------------------------------------- | ---- |
| 1    | スター・ウォーズ エピソード2/クローンの攻撃 | 19点 |
| 2    | リターナー                                  | 12点 |
| 3    | スパイダーマン                              | 11点 |
| 4    | サイン                                      | 8点  |
| 5    | 突入せよ!「あさま山荘」事件                 | 7点  |
| 5    | 火山高(日本語吹替版)                        | 7点  |
| 7    | インソムニア                                | 6点  |
| 7    | バリスティック                              | 6点  |
| 7    | 模倣犯                                      | 6点  |
| 10   | ギブリーズ episode2                         | 5点  |
| 10   | フロム・ヘル                                | 5点  |
| 10   | ロード・トゥ・パーディション                | 5点  |
| 10   | マジェスティック                            | 5点  |
| 10   | オーシャンズ11                              | 5点  |
| 10   | ドニー・ダーコ                              | 5点  |
| 10   | WXIII 機動警察パトレイバー                  | 5点  |
| 17   | Dolls                                       | 4点  |

### 2003年度
ベストテン
| 順位 | タイトル                                | 得点    |
| ---- | --------------------------------------- | ------- |
| 1    | キル・ビル Vol.1                        | 232点   |
| 2    | シティ・オブ・ゴッド                    | 128.5点 |
| 3    | ロード・オブ・ザ・リング/二つの塔       | 123点   |
| 4    | ファム・ファタール                      | 84点    |
| 5    | フレディVSジェイソン                    | 81点    |
| 6    | チャーリーズ・エンジェル フルスロットル | 74点    |
| 7    | ラスト サムライ                         | 67.5点  |
| 8    | アンダーカバー・ブラザー                | 53点    |
| 9    | リベリオン 反逆者                       | 49点    |
| 10   | 極道恐怖大劇場 牛頭                     | 48点    |
| 11   | インファナル・アフェア                  | 46点    |
| 12   | アダプテーション                        | 45点    |
| 13   | X-MEN2                                  | 41.5点  |
| 14   | HERO                                    | 41点    |
| 15   | ドリームキャッチャー                    | 39点    |
| 16   | マッハ!!!!!!!!                          | 37点    |
| 17   | アイデンティティー                      | 34点    |
| 18   | 片腕カンフー対空とぶギロチン            | 32点    |
| 19   | ターミネーター3                         | 30.5点  |
| 20   | 座頭市                                  | 29.5点  |
| 21   | クローサー                              | 29点    |
| 22   | ボウリング・フォー・コロンバイン        | 27点    |
| 22   | 猟奇的な彼女                            | 27点    |
| 24   | 恋は邪魔者                              | 24点    |
| 24   | 呪怨2                                   | 24点    |
| 24   | 殺人の追憶                              | 24点    |
| 24   | 六月の蛇                                | 24点    |
| 28   | ザ・コア                                | 22点    |
| 28   | セクレタリー                            | 22点    |
| 28   | 戦場のピアニスト                        | 22点    |

トホホ10
| 順位 | タイトル                        | 得点 |
| ---- | ------------------------------- | ---- |
| 1    | マトリックス レボリューションズ | 55点 |
| 2    | マトリックス リローデッド       | 28点 |
| 3    | 魔界転生                        | 20点 |
| 4    | バトル・ロワイアルII 鎮魂歌     | 16点 |
| 5    | 偶然にも最悪な少年              | 9点  |
| 5    | ハルク                          | 9点  |
| 7    | ドラゴンヘッド                  | 8点  |
| 8    | キル・ビル Vol.1                | 7点  |
| 9    | ドリームキャッチャー            | 6点  |
| 9    | シカゴ                          | 6点  |
| 9    | めぐりあう時間たち              | 6点  |
| 12   | 昭和歌謡大全集                  | 5点  |
| 12   | スパイ・ゾルゲ                  | 5点  |
| 14   | 天使の牙B.T.A.                  | 4点  |

### 2004年度
ベストテン
| 順位 | タイトル                                      | 得点    |
| ---- | --------------------------------------------- | ------- |
| 1    | スパイダーマン2                               | 209点   |
| 1    | ロード・オブ・ザ・リング/王の帰還             | 209点   |
| 3    | 殺人の追憶                                    | 128.5点 |
| 4    | ドーン・オブ・ザ・デッド                      | 127.5点 |
| 5    | スクール・オブ・ロック                        | 117点   |
| 6    | マッハ!!!!!!!!                                | 112点   |
| 7    | 下妻物語                                      | 111点   |
| 8    | カンフーハッスル                              | 91点    |
| 9    | ヘルボーイ                                    | 85点    |
| 10   | シルミド/SILMIDO                              | 84.5点  |
| 11   | Mr.インクレディブル                           | 84点    |
| 12   | オールド・ボーイ                              | 83点    |
| 13   | ビッグ・フィッシュ                            | 62点    |
| 14   | ヴィレッジ                                    | 60.5点  |
| 15   | IZO                                           | 54点    |
| 16   | ルーニー・テューンズ:バック・イン・アクション | 46点    |
| 16   | キル・ビル Vol.2                              | 46点    |
| 18   | マインド・ゲーム                              | 42点    |
| 19   | エイリアンVSプレデター                        | 38点    |
| 20   | 華氏911                                       | 35点    |
| 20   | ブラザーフッド                                | 35点    |
| 22   | エレファント                                  | 34点    |
| 23   | ショーン・オブ・ザ・デッド                    | 33.5点  |
| 24   | ゴジラ FINAL WARS                             | 31点    |
| 25   | マーダー・ライド・ショー                      | 30点    |
| 26   | スウィングガールズ                            | 27点    |
| 26   | インファナル・アフェア 無間序曲               | 27点    |
| 28   | スカイキャプテン ワールド・オブ・トゥモロー   | 26.5点  |
| 29   | コラテラル                                    | 26点    |
| 30   | チーム★アメリカ/ワールドポリス                | 25点    |

トホホ10
| 順位 | タイトル                                    | 得点  |
| ---- | ------------------------------------------- | ----- |
| 1    | デビルマン                                  | 84点  |
| 2    | サンダーバード                              | 18点  |
| 3    | ゴジラ FINAL WARS                           | 16点  |
| 4    | スカイキャプテン ワールド・オブ・トゥモロー | 11点  |
| 5    | CASSHERN                                    | 10点  |
| 6    | ヴァン・ヘルシング                          | 9点   |
| 6    | キューティーハニー                          | 9点   |
| 6    | ハウルの動く城                              | 9点   |
| 9    | ロスト・イン・トランスレーション            | 8.5点 |
| 9    | スクール・オブ・ロック                      | 8.5点 |

### 2005年度
ベストテン
| 順位 | タイトル                                       | 得点    |
| ---- | ---------------------------------------------- | ------- |
| 1    | キング・コング                                 | 177.5点 |
| 2    | 宇宙戦争                                       | 144.5点 |
| 3    | ランド・オブ・ザ・デッド                       | 91点    |
| 4    | デビルズ・リジェクト マーダー・ライド・ショー2 | 85点    |
| 5    | トム・ヤム・クン!                              | 81.5点  |
| 6    | チャーリーとチョコレート工場                   | 81点    |
| 7    | スター・ウォーズ エピソード3/シスの復讐        | 76点    |
| 8    | シン・シティ                                   | 68.5点  |
| 9    | ライフ・アクアティック                         | 57.5点  |
| 10   | チーム★アメリカ/ワールドポリス                 | 44.5点  |
| 10   | パッチギ!                                      | 44.5点  |
| 12   | ブラザーズ・グリム                             | 43点    |
| 13   | ミリオンダラー・ベイビー                       | 39.5点  |
| 14   | カンフーハッスル                               | 38点    |
| 15   | バス男                                         | 34.5点  |
| 16   | 香港国際警察/NEW POLICE STORY                  | 34点    |
| 17   | セルラー                                       | 33点    |
| 18   | ヒストリー・オブ・バイオレンス                 | 32.5点  |
| 19   | ドッジボール                                   | 30点    |
| 20   | ミュンヘン                                     | 29点    |
| 20   | ティム・バートンのコープスブライド             | 29点    |
| 22   | マルチュク青春通り                             | 28点    |
| 22   | 七人のマッハ!!!!!!!                            | 28点    |
| 24   | ブレイキング・ニュース                         | 27点    |
| 24   | ALWAYS 三丁目の夕日                            | 27点    |
| 26   | エターナル・サンシャイン                       | 26.5点  |
| 27   | 親切なクムジャさん                             | 26点    |
| 28   | 蝋人形の館                                     | 25点    |
| 29   | バットマン ビギンズ                            | 24点    |
| 30   | ファンタスティック・フォー ［超能力ユニット］  | 23.5点  |

トホホ10
| 順位 | タイトル                                | 得点   |
| ---- | --------------------------------------- | ------ |
| 1    | 戦国自衛隊1549                          | 71点   |
| 2    | 宇宙戦争                                | 54点   |
| 3    | コンスタンティン                        | 40点   |
| 4    | 鉄人28号                                | 38.5点 |
| 4    | エターナル・サンシャイン                | 38.5点 |
| 6    | エリザベスタウン                        | 30点   |
| 6    | フォーガットン                          | 30点   |
| 6    | スター・ウォーズ エピソード3/シスの復讐 | 30点   |
| 9    | SHINOBI                                 | 28点   |
| 9    | ALWAYS 三丁目の夕日                     | 28点   |

### 2006年度
ベストテン
| 順位 | タイトル                                       | 得点    |
| ---- | ---------------------------------------------- | ------- |
| 1    | グエムル-漢江の怪物-                           | 157点   |
| 2    | 硫黄島からの手紙                               | 138.5点 |
| 3    | トゥモロー・ワールド                           | 112点   |
| 4    | ヒストリー・オブ・バイオレンス                 | 104点   |
| 5    | 007/カジノ・ロワイヤル                         | 101点   |
| 6    | デビルズ・リジェクト マーダー・ライド・ショー2 | 98点    |
| 7    | ホステル                                       | 96.5点  |
| 8    | 父親たちの星条旗                               | 93.5点  |
| 9    | ユナイテッド93                                 | 83点    |
| 10   | ヒルズ・ハブ・アイズ                           | 79点    |
| 11   | スーパーマン リターンズ                        | 76点    |
| 11   | ミュンヘン                                     | 76点    |
| 13   | スネーク・フライト                             | 65点    |
| 14   | ディセント                                     | 64点    |
| 15   | レディ・イン・ザ・ウォーター                   | 59.5点  |
| 16   | スキャナー・ダークリー                         | 53.5点  |
| 17   | ホテル・ルワンダ                               | 51点    |
| 18   | ブラック・ダリア                               | 50点    |
| 19   | 時をかける少女                                 | 49点    |
| 20   | 40歳の童貞男                                   | 43点    |
| 21   | サイレントヒル                                 | 40点    |
| 22   | 2番目のキス                                    | 39点    |
| 23   | クラッシュ                                     | 38点    |
| 24   | 嫌われ松子の一生                               | 37点    |
| 25   | テキサス・チェーンソー ビギニング              | 36点    |
| 26   | 悪魔とダニエル・ジョンストン                   | 35点    |
| 26   | ナイロビの蜂                                   | 35点    |
| 28   | カーズ                                         | 32.5点  |
| 29   | 太陽                                           | 32点    |
| 29   | 16ブロック                                     | 32点    |

トホホ10
| 順位 | タイトル                     | 得点  |
| ---- | ---------------------------- | ----- |
| 1    | 日本沈没                     | 103点 |
| 2    | ポセイドン                   | 53点  |
| 3    | レディ・イン・ザ・ウォーター | 48点  |
| 4    | ダ・ヴィンチ・コード         | 44点  |
| 5    | イーオン・フラックス         | 43点  |
| 6    | Vフォー・ヴェンデッタ        | 38点  |
| 7    | ウルトラヴァイオレット       | 36点  |
| 8    | オーメン666                  | 29点  |
| 8    | ナチョ・リブレ 覆面の神様    | 29点  |
| 10   | ゲド戦記                     | 28点  |

### 2007年度
ベストテン
| 順位 | タイトル                                   | 得点   |
| ---- | ------------------------------------------ | ------ |
| 1    | アポカリプト                               | 167点  |
| 2    | パンズ・ラビリンス                         | 146点  |
| 3    | デス・プルーフ in グラインドハウス         | 127点  |
| 4    | 300 〈スリーハンドレッド〉                 | 111点  |
| 5    | ブラックブック                             | 108点  |
| 6    | ボーン・アルティメイタム                   | 103点  |
| 7    | グラインドハウス USAバージョン             | 89.5点 |
| 8    | ホット・ファズ -俺たちスーパーポリスメン!- | 87点   |
| 9    | トランスフォーマー                         | 79点   |
| 10   | ロッキー・ザ・ファイナル                   | 78点   |
| 11   | ゾディアック                               | 62点   |
| 12   | プラネット・テラー in グラインドハウス     | 58点   |
| 12   | ヘアスプレー                               | 58点   |
| 14   | ドリームガールズ                           | 52点   |
| 15   | ダイ・ハード4.0                            | 47点   |
| 16   | 童貞。をプロデュース                       | 38点   |
| 17   | プレステージ                               | 37点   |
| 18   | ゾンビーノ                                 | 32点   |
| 18   | ドッグ・バイト・ドッグ                     | 32点   |
| 20   | スモーキン・エース/暗殺者がいっぱい        | 31点   |
| 20   | パフューム ある人殺しの物語                | 31点   |
| 20   | 河童のクゥと夏休み                         | 31点   |
| 23   | ブラック・スネーク・モーン                 | 29点   |
| 24   | jackass number two                         | 28点   |
| 24   | ブラッド・ダイヤモンド                     | 28点   |
| 24   | レミーのおいしいレストラン                 | 28点   |
| 27   | ヒルズ・ハブ・アイズ                       | 27点   |
| 28   | スリザー                                   | 25点   |
| 28   | 俺たちフィギュアスケーター                 | 25点   |
| 30   | MAD探偵 7人の容疑者                        | 24点   |

トホホ10
| 順位 | タイトル                   | 得点 |
| ---- | -------------------------- | ---- |
| 1    | トランスフォーマー         | 36点 |
| 2    | 恋空                       | 32点 |
| 3    | どろろ                     | 26点 |
| 3    | ベクシル 2077日本鎖国      | 26点 |
| 5    | スパイダーマン3            | 20点 |
| 6    | 300 〈スリーハンドレッド〉 | 16点 |
| 6    | ディパーテッド             | 16点 |
| 8    | アイ・アム・レジェンド     | 14点 |
| 9    | ゴーストライダー           | 12点 |
| 9    | サイボーグでも大丈夫       | 12点 |
| 9    | ダイ・ハード4.0            | 12点 |
| 9    | バベル                     | 12点 |

### 2008年度
ベストテン
| 順位 | タイトル                                        | 得点  |
| ---- | ----------------------------------------------- | ----- |
| 1    | ダークナイト                                    | 316点 |
| 2    | アイアンマン                                    | 183点 |
| 3    | ミスト                                          | 150点 |
| 4    | ランボー/最後の戦場                             | 148点 |
| 5    | イースタン・プロミス                            | 144点 |
| 6    | エグザイル/絆                                   | 126点 |
| 7    | ホット・ファズ -俺たちスーパーポリスメン!-      | 120点 |
| 8    | クローバーフィールド/HAKAISHA                   | 118点 |
| 9    | ノーカントリー                                  | 105点 |
| 10   | ゼア・ウィル・ビー・ブラッド                    | 99点  |
| 11   | トロピック・サンダー/史上最低の作戦             | 90点  |
| 12   | ウォーリー                                      | 84点  |
| 13   | 28週後…                                         | 55点  |
| 14   | スウィーニー・トッド フリート街の悪魔の理髪師   | 50点  |
| 15   | 片腕マシンガール                                | 49点  |
| 16   | シューテム・アップ                              | 47点  |
| 17   | It Is Fine! Everything Is Fine.                 | 44点  |
| 18   | ウォンテッド                                    | 42点  |
| 19   | 東京残酷警察                                    | 41点  |
| 20   | 崖の上のポニョ                                  | 40点  |
| 21   | チョコレート・ファイター                        | 37点  |
| 21   | ザ・ローリング・ストーンズ シャイン・ア・ライト | 37点  |
| 23   | 実録・連合赤軍 あさま山荘への道程               | 35点  |
| 24   | JUNO/ジュノ                                     | 34点  |
| 24   | スリ                                            | 34点  |
| 26   | 僕らのミライへ逆回転                            | 32点  |
| 27   | ドラゴン・キングダム                            | 31点  |
| 27   | ヘルボーイ/ゴールデン・アーミー                 | 31点  |
| 29   | ハロウィン                                      | 30点  |

トホホ10
| 順位 | タイトル                                      | 得点 |
| ---- | --------------------------------------------- | ---- |
| 1    | 少林少女                                      | 76点 |
| 2    | 20世紀少年                                    | 39点 |
| 3    | ハプニング                                    | 36点 |
| 4    | ICHI                                          | 34点 |
| 4    | インディ・ジョーンズ/クリスタル・スカルの王国 | 34点 |
| 6    | ザ・マジックアワー                            | 21点 |
| 7    | スター・ウォーズ/クローン・ウォーズ           | 20点 |
| 8    | 崖の上のポニョ                                | 16点 |
| 9    | L change the WorLd                            | 14点 |
| 9    | スターシップ・トゥルーパーズ3                 | 14点 |

### 2009年度
ベストテン
| 順位 | タイトル                          | 得点    |
| ---- | --------------------------------- | ------- |
| 1    | イングロリアス・バスターズ        | 266.5点 |
| 2    | グラン・トリノ                    | 258.5点 |
| 3    | 母なる証明                        | 185.5点 |
| 4    | レスラー                          | 132点   |
| 5    | 愛のむきだし                      | 124点   |
| 6    | ウォッチメン                      | 119.5点 |
| 7    | チェイサー                        | 111点   |
| 8    | 第9地区                           | 110点   |
| 9    | チョコレート・ファイター          | 105点   |
| 10   | スペル                            | 102点   |
| 11   | スラムドッグ$ミリオネア           | 100.5点 |
| 12   | チェンジリング                    | 79.5点  |
| 13   | スター・トレック                  | 66点    |
| 14   | グッド・バッド・ウィアード        | 55.5点  |
| 15   | ヘルボーイ/ゴールデン・アーミー   | 54点    |
| 16   | 96時間                            | 53点    |
| 17   | ハングオーバー!                   | 46点    |
| 18   | トランスフォーマー/リベンジ       | 44点    |
| 19   | 玄界灘は知っている                | 43.5点  |
| 20   | アンヴィル!夢を諦めきれない男たち | 42.5点  |
| 21   | アンチクライスト                  | 41点    |
| 22   | アバター                          | 40.5点  |
| 23   | ドゥームズデイ                    | 39点    |
| 24   | モンスターVSエイリアン            | 36点    |
| 24   | サマーウォーズ                    | 36点    |
| 26   | 空気人形                          | 35点    |
| 27   | バーダー・マインホフ 理想の果てに | 33点    |
| 27   | マイケル・ジャクソン THIS IS IT   | 33点    |
| 29   | 3時10分、決断のとき               | 32.5点  |
| 30   | マーターズ                        | 31点    |

トホホ10
| 順位 | タイトル                              | 得点 |
| ---- | ------------------------------------- | ---- |
| 1    | DRAGONBALL EVOLUTION                  | 43点 |
| 2    | ターミネーター4                       | 40点 |
| 3    | 2012                                  | 38点 |
| 4    | 宇宙戦艦ヤマト 復活篇                 | 30点 |
| 5    | しんぼる                              | 26点 |
| 6    | カムイ外伝                            | 20点 |
| 6    | 13日の金曜日                          | 20点 |
| 6    | HACHI 約束の犬                        | 20点 |
| 9    | スノープリンス 禁じられた恋のメロディ | 18点 |
| 10   | 20世紀少年シリーズ                    | 16点 |

### 2010年度
ベストテン
| 順位 | タイトル                                             | 得点   |
| ---- | ---------------------------------------------------- | ------ |
| 1    | キック・アス                                         | 340点  |
| 2    | 第9地区                                              | 314点  |
| 3    | 十三人の刺客                                         | 186点  |
| 4    | インセプション                                       | 168点  |
| 5    | ぼくのエリ 200歳の少女                               | 164点  |
| 6    | 息もできない                                         | 143点  |
| 7    | トイ・ストーリー3                                    | 140点  |
| 8    | ヒーローショー                                       | 122点  |
| 9    | エクスペンダブルズ                                   | 112点  |
| 10   | 冷たい雨に撃て、約束の銃弾を                         | 95.5点 |
| 11   | バッド・ルーテナント                                 | 95点   |
| 12   | ハート・ロッカー                                     | 94.5点 |
| 13   | ヒックとドラゴン                                     | 79点   |
| 14   | マチェーテ                                           | 78.5点 |
| 14   | 告白                                                 | 78.5点 |
| 16   | ゾンビランド                                         | 76点   |
| 17   | アウトレイジ                                         | 72点   |
| 18   | 冷たい熱帯魚                                         | 65点   |
| 19   | コララインとボタンの魔女 3D                          | 63点   |
| 20   | さんかく                                             | 60点   |
| 21   | インビクタス/負けざる者たち                          | 54点   |
| 22   | 渇き                                                 | 53点   |
| 23   | ハングオーバー! 消えた花ムコと史上最悪の二日酔い     | 52.5点 |
| 24   | 瞳の奥の秘密                                         | 48点   |
| 25   | クロッシング                                         | 45.5点 |
| 26   | 私の優しくない先輩                                   | 43点   |
| 26   | SR サイタマノラッパー2 女子ラッパー☆傷だらけのライム | 43点   |
| 28   | カラフル                                             | 42点   |
| 29   | アイアンマン2                                        | 41点   |
| 30   | ローラーガールズ・ダイアリー                         | 38点   |

トホホ10
| 順位 | タイトル                                  | 得点 |
| ---- | ----------------------------------------- | ---- |
| 1    | SPACE BATTLESHIP ヤマト                   | 87点 |
| 2    | アリス・イン・ワンダーランド              | 42点 |
| 3    | 座頭市 THE LAST                           | 35点 |
| 4    | パラノーマル・アクティビティ              | 34点 |
| 5    | エアベンダー                              | 32点 |
| 6    | 踊る大捜査線 THE MOVIE3 ヤツらを解放せよ! | 31点 |
| 7    | BECK                                      | 26点 |
| 7    | プレデターズ                              | 26点 |
| 9    | ラブリーボーン                            | 20点 |
| 10   | エルム街の悪夢                            | 18点 |
| 11   | インセプション                            | 16点 |
| 12   | 涼宮ハルヒの消失                          | 12点 |
| 12   | 食べて、祈って、恋をして                  | 12点 |
| 12   | マチェーテ                                | 12点 |
| 12   | ファンボーイズ                            | 12点 |
| 12   | ザ・ロード                                | 12点 |
| 12   | 告白                                      | 12点 |
| 12   | かいじゅうたちのいるところ                | 12点 |
| 12   | 借りぐらしのアリエッティ                  | 12点 |
| 20   | マッハ!弐                                 | 11点 |

### 2011年度
ベストテン
| 順位 | タイトル                                       | 得点    |
| ---- | ---------------------------------------------- | ------- |
| 1    | ピラニア3D                                     | 178点   |
| 2    | 宇宙人ポール                                   | 166点   |
| 3    | 猿の惑星:創世記                                | 155.5点 |
| 4    | X-MEN:ファースト・ジェネレーション             | 150点   |
| 5    | 冷たい熱帯魚                                   | 137.5点 |
| 6    | ブラック・スワン                               | 135点   |
| 7    | 電人ザボーガー                                 | 126点   |
| 8    | ソーシャル・ネットワーク                       | 116点   |
| 9    | アジョシ                                       | 108.5点 |
| 10   | 監督失格                                       | 98点    |
| 11   | ミッション: 8ミニッツ                          | 92点    |
| 12   | スーパー!                                      | 86点    |
| 13   | イグジット・スルー・ザ・ギフトショップ         | 76点    |
| 14   | ファンタスティック Mr.FOX                      | 75点    |
| 15   | SUPER8/スーパーエイト                          | 68点    |
| 16   | MAD探偵 7人の容疑者                            | 65点    |
| 17   | サウダーヂ                                     | 63点    |
| 18   | ミッション:インポッシブル/ゴースト・プロトコル | 61点    |
| 19   | マイ・バック・ページ                           | 55.5点  |
| 20   | スコット・ピルグリムVS.邪悪な元カレ軍団        | 52点    |
| 21   | ラブ・アゲイン                                 | 51点    |
| 22   | トゥルー・グリット                             | 44点    |
| 23   | ムカデ人間                                     | 42点    |
| 23   | 孫文の義士団                                   | 42点    |
| 25   | ジャッカス3D                                   | 41点    |
| 26   | ザ・ウォード/監禁病棟                          | 40.5点  |
| 26   | モールス                                       | 40.5点  |
| 28   | トランスフォーマー/ダークサイド・ムーン        | 40点    |
| 29   | ビー・デビル                                   | 39点    |
| 30   | 世界侵略:ロサンゼルス決戦                      | 37点    |

トホホ10
| 順位 | タイトル                                | 得点 |
| ---- | --------------------------------------- | ---- |
| 1    | SUPER8/スーパーエイト                   | 66点 |
| 2    | エンジェルウォーズ                      | 54点 |
| 3    | 世界侵略:ロサンゼルス決戦               | 38点 |
| 4    | ワイルド7                               | 30点 |
| 5    | モンスターズ/地球外生命体               | 22点 |
| 6    | スコット・ピルグリムVS.邪悪な元カレ軍団 | 20点 |
| 7    | カウボーイ&エイリアン                   | 18点 |
| 7    | タンタンの冒険/ユニコーン号の秘密       | 18点 |
| 9    | スカイライン -征服-                     | 16点 |
| 9    | ツーリスト                              | 16点 |
| 9    | ハンナ                                  | 16点 |
| 9    | わさお                                  | 16点 |
| 9    | 一命                                    | 16点 |

### 2012年度
ベストテン
| 順位 | タイトル                                                              | 得点    |
| ---- | --------------------------------------------------------------------- | ------- |
| 1    | ザ・レイド                                                            | 214.5点 |
| 2    | ドライヴ                                                              | 211.5点 |
| 3    | 007 スカイフォール                                                    | 181.5点 |
| 4    | アベンジャーズ                                                        | 181点   |
| 5    | 桐島、部活やめるってよ                                                | 173点   |
| 6    | アルゴ                                                                | 164.5点 |
| 7    | 哀しき獣                                                              | 143点   |
| 8    | ダークナイト ライジング                                               | 115.5点 |
| 9    | 裏切りのサーカス                                                      | 103点   |
| 10   | サニー 永遠の仲間たち                                                 | 93点    |
| 11   | プロメテウス                                                          | 92.5点  |
| 12   | エクスペンダブルズ2                                                   | 92点    |
| 13   | ドラゴン・タトゥーの女                                                | 91点    |
| 14   | ホビット 思いがけない冒険                                             | 76点    |
| 15   | アイアン・スカイ                                                      | 72.5点  |
| 16   | SRサイタマノラッパー ロードサイドの逃亡者                             | 66.5点  |
| 17   | るろうに剣心                                                          | 59点    |
| 18   | カリフォルニア・ドールズ                                              | 53.5点  |
| 19   | この空の花 長岡花火物語                                               | 52点    |
| 20   | DOCUMENTARY of AKB48 Show must go on 少女たちは傷つきながら、夢を見る | 51点    |
| 21   | ヒューゴの不思議な発明                                                | 50点    |
| 22   | バトルシップ                                                          | 49.5点  |
| 23   | ロボット                                                              | 49点    |
| 23   | クロニクル                                                            | 49点    |
| 25   | 私が、生きる肌                                                        | 45点    |
| 26   | アウトレイジ ビヨンド                                                 | 44.5点  |
| 27   | アタック・ザ・ブロック                                                | 44点    |
| 28   | ムカデ人間2                                                           | 42.5点  |
| 29   | ジョン・カーター                                                      | 42点    |
| 30   | へんげ                                                                | 27点    |

トホホ10
| 順位 | タイトル                                 | 得点 |
| ---- | ---------------------------------------- | ---- |
| 1    | ダークナイト ライジング                  | 74点 |
| 2    | プロメテウス                             | 66点 |
| 3    | ヱヴァンゲリヲン新劇場版:Q               | 30点 |
| 3    | ハンガー・ゲーム                         | 30点 |
| 5    | ボーン・レガシー                         | 26点 |
| 6    | 踊る大捜査線 THE FINAL 新たなる希望      | 22点 |
| 7    | 映画 ひみつのアッコちゃん                | 16点 |
| 7    | ものすごくうるさくて、ありえないほど近い | 16点 |
| 7    | ヘルタースケルター                       | 16点 |
| 7    | アメイジング・スパイダーマン             | 16点 |
| 11   | 貞子3D                                   | 14点 |
| 11   | ロボジー                                 | 14点 |
| 11   | バトルシップ                             | 14点 |

### 2013年度
ベストテン
| 順位 | タイトル                               | 得点    |
| ---- | -------------------------------------- | ------- |
| 1    | パシフィック・リム                     | 488.5点 |
| 2    | ゼロ・グラビティ                       | 467.5点 |
| 3    | ジャンゴ 繋がれざる者                  | 206.5点 |
| 4    | 地獄でなぜ悪い                         | 152.5点 |
| 5    | クロニクル                             | 151点   |
| 6    | セデック・バレ                         | 145.5点 |
| 7    | 凶悪                                   | 143.5点 |
| 8    | キャビン                               | 118点   |
| 9    | ゼロ・ダーク・サーティ                 | 98.5点  |
| 10   | 風立ちぬ                               | 84点    |
| 11   | フライト                               | 73.5点  |
| 12   | 悪の法則                               | 71.5点  |
| 13   | ザ・マスター                           | 57点    |
| 13   | 死霊館                                 | 57点    |
| 15   | エリジウム                             | 51点    |
| 16   | キャプテン・フィリップス               | 50点    |
| 17   | フラッシュバックメモリーズ 3D          | 49.5点  |
| 18   | かぐや姫の物語                         | 49点    |
| 19   | エンド・オブ・ウォッチ                 | 46.5点  |
| 20   | ホーリー・モーターズ                   | 46点    |
| 21   | スター・トレック イントゥ・ダークネス  | 45点    |
| 22   | スプリング・ブレイカーズ               | 44点    |
| 22   | パッション                             | 44点    |
| 24   | ライフ・オブ・パイ/トラと漂流した227日 | 43点    |
| 25   | アイアンマン3                          | 42.5点  |
| 26   | キラー・スナイパー                     | 42点    |
| 27   | きっと、うまくいく                     | 41点    |
| 27   | ロード・オブ・セイラム                 | 41点    |
| 29   | ペーパーボーイ 真夏の引力              | 40.5点  |
| 29   | 横道世之介                             | 40.5点  |
| 29   | 恋の渦                                 | 40.5点  |

トホホ10
| 順位 | タイトル                              | 得点 |
| ---- | ------------------------------------- | ---- |
| 1    | ワールド・ウォーZ                     | 54点 |
| 2    | マン・オブ・スティール                | 52点 |
| 3    | ダイ・ハード/ラスト・デイ             | 42点 |
| 4    | R100                                  | 40点 |
| 5    | キャリー                              | 36点 |
| 6    | ガッチャマン                          | 34点 |
| 7    | 死霊のはらわた                        | 30点 |
| 8    | 47RONIN                               | 24点 |
| 9    | 人類資金                              | 22点 |
| 10   | 永遠の0                               | 20点 |
| 10   | グランド・マスター                    | 20点 |
| 10   | スプリング・ブレイカーズ              | 20点 |
| 13   | 藁の盾                                |      |
| 13   | アイアンマン3                         |      |
| 13   | オブリビオン                          |      |
| 13   | 図書館戦争                            |      |
| 17   | ゴーストライダー2                     |      |
| 17   | スター・トレック イントゥ・ダークネス |      |
| 17   | レッド・ドーン                        |      |

### 2014年度
ベストテン
| 順位 | タイトル                                    | 得点    |
| ---- | ------------------------------------------- | ------- |
| 1    | ガーディアンズ・オブ・ギャラクシー          | 372.5点 |
| 2    | GODZILLA ゴジラ                             | 206点   |
| 3    | ゴーン・ガール                              | 203点   |
| 4    | インターステラー                            | 199点   |
| 5    | ウルフ・オブ・ウォールストリート            | 176.5点 |
| 6    | LEGO ムービー                               | 148点   |
| 7    | キャプテン・アメリカ/ウィンター・ソルジャー | 135.5点 |
| 8    | ラッシュ/プライドと友情                     | 112.5点 |
| 9    | 劇場版 テレクラキャノンボール 2013          | 109点   |
| 10   | ホドロフスキーのDUNE                        | 93.5点  |
| 11   | アンダー・ザ・スキン 種の捕食               | 92点    |
| 12   | アクト・オブ・キリング                      | 88.5点  |
| 12   | 猿の惑星: 新世紀                            | 88.5点  |
| 14   | ジャージー・ボーイズ                        | 85.5点  |
| 15   | フューリー                                  | 85点    |
| 15   | グランド・ブダペスト・ホテル                | 85点    |
| 17   | 6才のボクが、大人になるまで。               | 83点    |
| 18   | オール・ユー・ニード・イズ・キル            | 81点    |
| 19   | イコライザー                                | 77点    |
| 19   | her/世界でひとつの彼女                      | 77点    |
| 21   | ドラッグ・ウォー 毒戦                       | 75.5点  |
| 22   | ザ・レイド GOKUDO                           | 71点    |
| 23   | ホビット 決戦のゆくえ                       | 60点    |
| 24   | 新しき世界                                  | 58.5点  |
| 25   | エクスペンダブルズ3 ワールドミッション      | 57.5点  |
| 26   | イントゥ・ザ・ストーム                      | 49点    |
| 26   | アデル、ブルーは熱い色                      | 49点    |
| 26   | TOKYO TRIBE                                 | 49点    |
| 29   | ダラス・バイヤーズクラブ                    | 44点    |
| 30   | ローン・サバイバー                          | 43点    |
| 30   | ニンフォマニアック                          | 43点    |
| 30   | 福福荘の福ちゃん                            | 43点    |

トホホ10
| 順位 | タイトル                                 | 得点 |
| ---- | ---------------------------------------- | ---- |
| 1    | GODZILLA ゴジラ                          | 74点 |
| 2    | LUCY/ルーシー                            | 44点 |
| 3    | アナと雪の女王                           | 32点 |
| 3    | キック・アス/ジャスティス・フォーエバー  | 32点 |
| 5    | キカイダー REBOOT                        | 28点 |
| 6    | トランセンデンス                         | 22点 |
| 6    | 渇き。                                   | 22点 |
| 8    | トランスフォーマー/ロストエイジ          | 20点 |
| 8    | マチェーテ・キルズ                       | 20点 |
| 10   | ロボコップ                               | 18点 |
| 11   | マレフィセント                           |      |
| 12   | ワールズ・エンド 酔っぱらいが世界を救う! |      |
| 13   | 複製された男                             |      |
| 14   | インターステラー                         |      |
| 15   | ノア 約束の舟                            |      |
| 15   | STAND BY ME ドラえもん                   |      |

### 2015年度
ベストテン
| 順位 | タイトル                                          | 得点    |
| ---- | ------------------------------------------------- | ------- |
| 1    | マッドマックス 怒りのデス・ロード                 | 861点   |
| 2    | キングスマン                                      | 276点   |
| 3    | セッション                                        | 172点   |
| 4    | グリーン・インフェルノ                            | 124.5点 |
| 5    | ジュラシック・ワールド                            | 124点   |
| 6    | 野火                                              | 123.5点 |
| 7    | ミッション:インポッシブル/ローグ・ネイション      | 115点   |
| 8    | ナイトクローラー                                  | 114.5点 |
| 9    | 007 スペクター                                    | 113点   |
| 10   | ジョン・ウィック                                  | 94点    |
| 11   | アメリカン・スナイパー                            | 92.5点  |
| 12   | チャッピー                                        | 81.5点  |
| 13   | ウォーリアー                                      | 77.5点  |
| 14   | バードマン あるいは（無知がもたらす予期せぬ奇跡） | 74点    |
| 14   | ワイルド・スピード SKY MISSION                    | 74点    |
| 16   | アントマン                                        | 69点    |
| 17   | ヴィジット                                        | 62点    |
| 17   | フォックスキャッチャー                            | 62点    |
| 19   | GONIN サーガ                                      | 58.5点  |
| 20   | インヒアレント・ヴァイス                          | 54.5点  |
| 21   | スター・ウォーズ/フォースの覚醒                   | 54点    |
| 22   | クリード チャンプを継ぐ男                         | 53点    |
| 23   | 恋人たち                                          | 52.5点  |
| 24   | アベンジャーズ/エイジ・オブ・ウルトロン           | 50点    |
| 25   | 神々のたそがれ                                    | 49点    |
| 26   | プリデスティネーション                            | 47点    |
| 27   | コードネーム U.N.C.L.E.                           | 46.5点  |
| 28   | ストレイト・アウタ・コンプトン                    | 44点    |
| 29   | シェフ 三ツ星フードトラック始めました             | 43点    |
| 30   | 孤高の遠吠                                        | 42.5点  |

トホホ10
| 順位 | タイトル                                           | 得点 |
| ---- | -------------------------------------------------- | ---- |
| 1    | 進撃の巨人 ATTACK ON TITAN                         | 66点 |
| 2    | ターミネーター:新起動/ジェニシス                   | 64点 |
| 3    | ギャラクシー街道                                   | 42点 |
| 4    | 進撃の巨人 ATTACK ON TITAN エンド オブ ザ ワールド | 36点 |
| 5    | アベンジャーズ/エイジ・オブ・ウルトロン            | 34点 |
| 6    | ファンタスティック・フォー                         | 32点 |
| 7    | チャッピー                                         | 30点 |
| 8    | セッション                                         | 28点 |
| 8    | トゥモローランド                                   | 28点 |
| 10   | ジュラシック・ワールド                             | 22点 |
| 11   | ジュピター                                         | 20点 |
| 12   | エイプリルフールズ                                 | 18点 |
| 13   | エクソダス:神と王                                  | 16点 |
| 14   | 007 スペクター                                     | 14点 |
| 14   | インサイド・ヘッド                                 | 14点 |
| 14   | フィフティ・シェイズ・オブ・グレイ                 | 14点 |

### 2016年度
ベストテン
| 順位 | タイトル                                              | 得点    |
| ---- | ----------------------------------------------------- | ------- |
| 1    | シン・ゴジラ                                          | 432.5点 |
| 2    | この世界の片隅に                                      | 344.5点 |
| 3    | デッドプール                                          | 183.5点 |
| 4    | アイアムアヒーロー                                    | 134点   |
| 5    | クリーピー 偽りの隣人                                 | 123.5点 |
| 6    | シビル・ウォー/キャプテン・アメリカ                   | 117.5点 |
| 7    | オデッセイ                                            | 115.5点 |
| 8    | エクス・マキナ                                        | 111点   |
| 9    | ボーダーライン                                        | 108.5点 |
| 10   | ゴーストバスターズ                                    | 106点   |
| 11   | エブリバディ・ウォンツ・サム!! 世界はボクらの手の中に | 98点    |
| 12   | シング・ストリート 未来へのうた                       | 91点    |
| 13   | ヘイトフル・エイト                                    | 90.5点  |
| 14   | イット・フォローズ                                    | 89.5点  |
| 15   | 死霊館 エンフィールド事件                             | 78点    |
| 16   | ローグ・ワン/スター・ウォーズ・ストーリー             | 75点    |
| 17   | レヴェナント: 蘇えりし者                              | 74.5点  |
| 18   | キャロル                                              | 70.5点  |
| 19   | サウルの息子                                          | 68.5点  |
| 20   | ロスト・バケーション                                  | 68点    |
| 21   | ヒメアノ〜ル                                          | 66.5点  |
| 22   | 貞子vs伽椰子                                          | 66点    |
| 23   | ズートピア                                            | 64点    |
| 24   | クリード チャンプを継ぐ男                             | 62点    |
| 25   | COP CAR/コップ・カー                                  | 61点    |
| 25   | 手紙は憶えている                                      | 61点    |
| 27   | HiGH&LOW THE MOVIE                                    | 50.5点  |
| 28   | ザ・ウォーク                                          | 49点    |
| 29   | ブリッジ・オブ・スパイ                                | 48.5点  |
| 30   | FAKE                                                  | 46点    |

トホホ10
| 順位 | タイトル                                      | 得点  |
| ---- | --------------------------------------------- | ----- |
| 1    | バットマン vs スーパーマン ジャスティスの誕生 | 118点 |
| 2    | スーサイド・スクワッド                        | 86点  |
| 3    | インデペンデンス・デイ: リサージェンス        | 72点  |
| 4    | テラフォーマーズ                              | 48点  |
| 5    | ジェイソン・ボーン                            | 46点  |
| 5    | シン・ゴジラ                                  | 46点  |
| 7    | セーラー服と機関銃 −卒業−                     | 30点  |
| 8    | 10 クローバーフィールド・レーン               | 24点  |
| 9    | X-MEN:アポカリプス                            | 22点  |
| 10   | X-ミッション                                  | 20点  |
| 10   | 湯を沸かすほどの熱い愛                        | 20点  |
| 12   | クリムゾン・ピーク                            | 18点  |
| 12   | スター・トレック BEYOND                       | 18点  |
| 12   | 仮面ライダー1号                               | 18点  |
| 15   | デスノート Light up the NEW world             | 16点  |
| 15   | フィフス・ウェイブ                            | 16点  |
| 17   | BFG: ビッグ・フレンドリー・ジャイアント       | 14点  |
| 17   | エクス・マキナ                                | 14点  |
| 17   | ヘイトフル・エイト                            | 14点  |
| 17   | ミュージアム                                  | 14点  |
| 17   | 珍遊記                                        | 14点  |
| 22   | ジョーのあした 辰吉丈一郎との20年             | 12点  |
| 22   | デッドプール                                  | 12点  |
| 22   | ネオン・デーモン                              | 12点  |
| 22   | ヒーローマニア-生活-                          | 22点  |
| 22   | マジカル・ガール                              | 22点  |
| 22   | 君の名は。                                    | 22点  |

### 2017年度
ベストテン
| 順位 | タイトル                                      | 得点    |
| ---- | --------------------------------------------- | ------- |
| 1    | ブレードランナー 2049                         | 222.0点 |
| 2    | 新感染 ファイナル・エクスプレス               | 218.5点 |
| 3    | ベイビー・ドライバー                          | 201.0点 |
| 4    | キングコング:髑髏島の巨神                     | 166.5点 |
| 5    | エル ELLE                                     | 156.5点 |
| 6    | LOGAN/ローガン                                | 155.0点 |
| 7    | メッセージ                                    | 147.5点 |
| 8    | KUBO/クボ 二本の弦の秘密                      | 130.0点 |
| 9    | レゴバットマン ザ・ムービー                   | 124.0点 |
| 10   | ゲット・アウト                                | 123.5点 |
| 11   | ワンダーウーマン                              | 117.0点 |
| 12   | 哭声/コクソン                                 | 115.5点 |
| 13   | お嬢さん                                      | 113.5点 |
| 14   | ガーディアンズ・オブ・ギャラクシー:リミックス | 93.5点  |
| 15   | ラ・ラ・ランド                                | 91.5点  |
| 16   | IT/イット “それ”が見えたら、終わり。          | 82.0点  |
| 17   | ザ・コンサルタント                            | 78.0点  |
| 18   | ダンケルク                                    | 74.5点  |
| 19   | ハクソー・リッジ                              | 74.0点  |
| 20   | マイティ・ソー バトルロイヤル                 | 72.0点  |
| 21   | エイリアン: コヴェナント                      | 69.0点  |
| 22   | スパイダーマン:ホームカミング                 | 66.0点  |
| 23   | 散歩する侵略者                                | 64.0点  |
| 24   | パーティで女の子に話しかけるには              | 60.0点  |
| 25   | ツイン・ピークス The Return                   | 59.0点  |
| 26   | HiGH & LOW THE MOVIE2/END OF SKY              | 57.0点  |
| 27   | ムーンライト                                  | 52.5点  |
| 28   | ノクターナル・アニマルズ                      | 52.0点  |
| 29   | マンチェスター・バイ・ザ・シー                | 51.5点  |
| 30   | アシュラ                                      | 51.0点  |
| 30   | ハードコア                                    | 51.0点  |

トホホ10
| 順位 | タイトル                                           | 得点 |
| ---- | -------------------------------------------------- | ---- |
| 1    | ブレードランナー 2049                              | 90点 |
| 2    | ザ・マミー/呪われた砂漠の王女                      | 84点 |
| 3    | エイリアン: コヴェナント                           | 55点 |
| 4    | ゴースト・イン・ザ・シェル                         | 52点 |
| 5    | ジャスティス・リーグ                               | 34点 |
| 6    | GODZILLA 怪獣惑星                                  | 32点 |
| 7    | ダンケルク                                         | 26点 |
| 8    | アトミック・ブロンド                               | 24点 |
| 8    | ラ・ラ・ランド                                     | 24点 |
| 10   | グレートウォール                                   | 22点 |
| 11   | アサシン クリード                                  | 18点 |
| 11   | トランスフォーマー/最後の騎士王                    | 18点 |
| 11   | マグニフィセント・セブン                           | 18点 |
| 14   | キングコング:髑髏島の巨神                          | 16点 |
| 14   | ジョジョの奇妙な冒険 ダイヤモンドは砕けない 第一章 | 16点 |
| 14   | 鋼の錬金術師                                       | 16点 |
| 14   | 夜に生きる                                         | 16点 |
| 18   | 亜人                                               | 14点 |
| 18   | 関ヶ原                                             | 14点 |
| 18   | 破裏拳ポリマー                                     | 14点 |

### 2018年度
ベストテン
| 順位 | タイトル                              | 得点    |
| ---- | ------------------------------------- | ------- |
| 1    | カメラを止めるな!                     | 176.5点 |
| 2    | ヘレディタリー/継承                   | 170.5点 |
| 3    | シェイプ・オブ・ウォーター            | 167.5点 |
| 4    | ボヘミアン・ラプソディ                | 149.0点 |
| 5    | ファントム・スレッド                  | 146.0点 |
| 6    | スリー・ビルボード                    | 139.5点 |
| 7    | タクシー運転手 約束は海を越えて       | 132.5点 |
| 8    | ブリグズビー・ベア                    | 119.0点 |
| 9    | バーフバリ 王の凱旋                   | 111.0点 |
| 10   | レディ・プレイヤー1                   | 110.5点 |
| 11   | ブラックパンサー                      | 99.5点  |
| 12   | パディントン2                         | 95.5点  |
| 13   | ザ・プレデター                        | 90.0点  |
| 14   | 犬ヶ島                                | 87.0点  |
| 15   | アベンジャーズ/インフィニティ・ウォー | 86.5点  |
| 16   | 恐怖の報酬【オリジナル完全版】        | 82.5点  |
| 17   | 孤狼の血                              | 80.5点  |
| 18   | ペンタゴン・ペーパーズ/最高機密文書   | 80.0点  |
| 19   | アンダー・ザ・シルバーレイク          | 74.0点  |
| 20   | ランペイジ 巨獣大乱闘                 | 68.0点  |
| 21   | アイ,トーニャ 史上最大のスキャンダル  | 65.0点  |
| 22   | 1987、ある闘いの真実                  | 60.5点  |
| 23   | マンディ 地獄のロード・ウォリアー     | 58.0点  |
| 24   | 悪女/AKUJO                            | 56.0点  |
| 24   | ボーダーライン: ソルジャーズ・デイ    | 56.0点  |
| 26   | 止められるか、俺たちを                | 55.0点  |
| 27   | ダンガル きっと、つよくなる           | 53.5点  |
| 28   | ミスミソウ                            | 53.0点  |
| 29   | デッドプール2                         | 49.0点  |
| 30   | デトロイト                            | 48.0点  |

トホホ10
| 順位 | タイトル                                | 得点 |
| ---- | --------------------------------------- | ---- |
| 1    | パシフィック・リム: アップライジング    | 64点 |
| 2    | レディ・プレイヤー1                     | 36点 |
| 3    | キングスマン:ゴールデン・サークル       | 34点 |
| 4    | ハン・ソロ/スター・ウォーズ・ストーリー | 31点 |
| 5    | 空海-KU-KAI- 美しき王妃の謎             | 30点 |
| 6    | シェイプ・オブ・ウォーター              | 28点 |
| 7    | マンハント                              | 26点 |
| 7    | MEG ザ・モンスター                      | 26点 |
| 9    | 50回目のファースト・キス                | 22点 |
| 10   | クワイエット・プレイス                  | 20点 |

### 2019年度
ベストテン
| 順位 | タイトル                                     | 得点    |
| ---- | -------------------------------------------- | ------- |
| 1    | ワンス・アポン・ア・タイム・イン・ハリウッド | 380.0点 |
| 2    | ジョーカー                                   | 273.0点 |
| 3    | スパイダーマン:スパイダーバース              | 254.5点 |
| 4    | アベンジャーズ/エンドゲーム                  | 171.5点 |
| 5    | アイリッシュマン                             | 142.0点 |
| 6    | T-34 レジェンド・オブ・ウォー                | 110.5点 |
| 7    | マリッジ・ストーリー                         | 106.5点 |
| 8    | グリーンブック                               | 104.0点 |
| 9    | ボーダー 二つの世界                          | 97.5点  |
| 10   | 工作 黒金星と呼ばれた男                      | 90.5点  |
| 11   | 運び屋                                       | 79.5点  |
| 12   | ハウス・ジャック・ビルト                     | 77.0点  |
| 13   | ミスター・ガラス                             | 76.0点  |
| 14   | ドクター・スリープ                           | 73.5点  |
| 15   | 宮本から君へ                                 | 68.0点  |
| 16   | ゴジラ キング・オブ・モンスターズ            | 67.0点  |
| 17   | ROMA/ローマ                                  | 66.5点  |
| 18   | CLIMAX クライマックス                        | 65.0点  |
| 19   | イエスタデイ                                 | 63.0点  |
| 20   | スパイダーマン:ファー・フロム・ホーム        | 62.5点  |
| 21   | アクアマン                                   | 59.0点  |
| 22   | パラサイト 半地下の家族                      | 58.5点  |
| 23   | ロケットマン                                 | 58.0点  |
| 24   | ファイティング・ファミリー                   | 56.5点  |
| 24   | 惡の華                                       | 56.5点  |
| 26   | ブラック・クランズマン                       | 54.5点  |
| 27   | イップ・マン外伝 マスターZ                   | 50.5点  |
| 28   | クロール -凶暴領域-                          | 48.5点  |
| 29   | サスペリア                                   | 48.0点  |
| 30   | ハッピー・デス・デイ                         | 47.5点  |

トホホ10
| 順位 | タイトル                                     | 得点 |
| ---- | -------------------------------------------- | ---- |
| 1    | ゴジラ キング・オブ・モンスターズ            | 74点 |
| 2    | ターミネーター:ニュー・フェイト              | 50点 |
| 3    | ジョーカー                                   | 44点 |
| 4    | トイ・ストーリー4                            | 34点 |
| 5    | サスペリア                                   | 30点 |
| 6    | Diner ダイナー                               | 24点 |
| 7    | アド・アストラ                               | 22点 |
| 8    | アリータ: バトル・エンジェル                 | 20点 |
| 9    | ワンス・アポン・ア・タイム・イン・ハリウッド | 18点 |
| 9    | 新聞記者                                     | 18点 |
| 11   | アイアン・スカイ 第三帝国の逆襲              | 16点 |
| 11   | オーバー・エベレスト 陰謀の氷壁              | 16点 |
| 11   | 貞子                                         | 16点 |
| 11   | 麻雀放浪記2020                               | 16点 |
| 15   | ジェミニマン                                 | 14点 |
| 15   | ライオン・キング                             | 14点 |

### 2020年度
ベストテン
| 順位 | タイトル                                                              | 得点    |
| ---- | --------------------------------------------------------------------- | ------- |
| 1    | フォードvsフェラーリ                                                  | 205.0点 |
| 2    | パラサイト 半地下の家族                                               | 195.0点 |
| 3    | ミッドサマー                                                          | 150.5点 |
| 4    | TENET テネット                                                        | 136.5点 |
| 5    | 悪人伝                                                                | 122.5点 |
| 6    | 1917 命をかけた伝令                                                   | 118.0点 |
| 7    | 屋根裏の殺人鬼 フリッツ・ホンカ                                       | 117.5点 |
| 8    | エクストリーム・ジョブ                                                | 114.5点 |
| 9    | ブックスマート 卒業前夜のパーティーデビュー                           | 114.0点 |
| 10   | ブルータル・ジャスティス                                              | 91.0点  |
| 11   | ジョジョ・ラビット                                                    | 89.5点  |
| 12   | ランボー ラスト・ブラッド                                             | 89.0点  |
| 13   | ワンダーウーマン 1984                                                 | 88.0点  |
| 14   | 透明人間                                                              | 86.5点  |
| 15   | ビルとテッドの時空旅行 音楽で世界を救え!                              | 85.5点  |
| 16   | 海辺の映画館―キネマの玉手箱                                           | 75.0点  |
| 17   | 燃ゆる女の肖像                                                        | 70.5点  |
| 18   | 鵞鳥湖の夜                                                            | 67.0点  |
| 19   | Mank/マンク                                                           | 59.0点  |
| 19   | ナイブズ・アウト/名探偵と刃の館の秘密                                 | 59.0点  |
| 21   | カラー・アウト・オブ・スペース -遭遇-                                 | 58.0点  |
| 22   | イップ・マン 完結                                                     | 57.0点  |
| 22   | ジュディ 虹の彼方に                                                   | 57.0点  |
| 24   | アングスト/不安                                                       | 56.5点  |
| 25   | ストーリー・オブ・マイライフ/わたしの若草物語                         | 53.0点  |
| 25   | ハーフ・オブ・イット: 面白いのはこれから                              | 53.0点  |
| 27   | スパイの妻                                                            | 50.5点  |
| 28   | アルプススタンドのはしの方                                            | 50.0点  |
| 29   | 続・ボラット 栄光ナル国家だったカザフスタンのためのアメリカ貢ぎ物計画 | 47.0点  |
| 30   | バクラウ 地図から消された村                                           | 46.5点  |

トホホ10
| 順位 | タイトル                        | 得点 |
| ---- | ------------------------------- | ---- |
| 1    | キャッツ                        | 66点 |
| 2    | デッド・ドント・ダイ            | 58点 |
| 3    | TENET テネット                  | 56点 |
| 4    | Fukushima 50                    | 26点 |
| 5    | チャーリーズ・エンジェル        | 24点 |
| 5    | 新感染半島 ファイナル・ステージ | 24点 |
| 7    | STAND BY ME ドラえもん 2        | 22点 |
| 7    | ワンダーウーマン 1984           | 22点 |
| 7    | 犬鳴村                          | 22点 |
| 7    | 新解釈・三國志                  | 22点 |
| 11   | カイジ ファイナルゲーム         | 18点 |
| 11   | ミッドサマー                    | 18点 |
| 13   | 日本沈没2020                    | 16点 |
| 14   | バッドボーイズ フォー・ライフ   | 14点 |

### 2021年度
ベストテン
| 順位 | タイトル                                                         | 得点    |
| ---- | ---------------------------------------------------------------- | ------- |
| 1    | ザ・スーサイド・スクワッド “極”悪党、集結                        | 161.5点 |
| 2    | マリグナント 狂暴な悪夢                                          | 157.0点 |
| 3    | ラストナイト・イン・ソーホー                                     | 122.0点 |
| 4    | アメリカン・ユートピア                                           | 101.5点 |
| 5    | フリー・ガイ                                                     | 96.0点  |
| 6    | ゴジラvsコング                                                   | 90.5点  |
| 7    | 最後の決闘裁判                                                   | 88.5点  |
| 7    | DUNE/デューン 砂の惑星                                           | 88.5点  |
| 9    | プロミシング・ヤング・ウーマン                                   | 76.0点  |
| 10   | シン・エヴァンゲリオン劇場版                                     | 75.0点  |
| 11   | 007/ノー・タイム・トゥ・ダイ                                     | 67.0点  |
| 11   | ファーザー                                                       | 67.0点  |
| 13   | サマーフィルムにのって                                           | 60.5点  |
| 14   | クルエラ                                                         | 56.0点  |
| 15   | 由宇子の天秤                                                     | 52.5点  |
| 16   | ドライブ・マイ・カー                                             | 51.5点  |
| 17   | Mr.ノーバディ                                                    | 51.0点  |
| 17   | あのこは貴族                                                     | 51.0点  |
| 19   | MONOS 猿と呼ばれし者たち                                         | 50.5点  |
| 20   | ベイビーわるきゅーれ                                             | 49.5点  |
| 21   | サイコ・ゴアマン                                                 | 49.0点  |
| 22   | 孤狼の血 LEVEL2                                                  | 45.5点  |
| 23   | ハロウィン KILLS                                                 | 42.0点  |
| 24   | すばらしき世界                                                   | 37.0点  |
| 25   | 返校 言葉が消えた日                                              | 36.0点  |
| 26   | サマー・オブ・ソウル（あるいは、革命がテレビ放映されなかった時） | 35.5点  |
| 26   | オールド                                                         | 35.5点  |
| 28   | モータルコンバット                                               | 35.0点  |
| 29   | ビーチ・バム まじめに不真面目                                    | 34.5点  |
| 29   | ただ悪より救いたまえ                                             | 34.5点  |

トホホ10
| 順位 | タイトル                           | 得点 |
| ---- | ---------------------------------- | ---- |
| 1    | 007/ノー・タイム・トゥ・ダイ       | 60点 |
| 2    | ゴジラvsコング                     | 40点 |
| 3    | プリズナーズ・オブ・ゴーストランド | 34点 |
| 4    | DUNE/デューン 砂の惑星             | 28点 |
| 4    | キネマの神様                       | 28点 |
| 4    | エターナルズ                       | 24点 |
| 7    | ラストナイト・イン・ソーホー       | 24点 |
| 7    | 竜とそばかすの姫                   | 24点 |
| 9    | モンスターハンター                 | 22点 |
| 10   | マトリックス レザレクションズ      | 16点 |
| 11   | 妖怪大戦争 ガーディアンズ          | 14点 |
| 12   | ジャングル・クルーズ               | 12点 |
| 13   | G.I.ジョー:漆黒のスネークアイズ    | 10点 |

### 2023年度
ベストテン
| 順位 | タイトル                                           | 得点    |
| ---- | -------------------------------------------------- | ------- |
| 1    | ゴジラ-1.0                                         | 189.5点 |
| 2    | TAR/ター                                           | 182.5点 |
| 3    | ベネデッタ                                         | 128.5点 |
| 4    | フェイブルマンズ                                   | 128.0点 |
| 5    | キラーズ・オブ・ザ・フラワームーン                 | 98.5点  |
| 6    | バービー                                           | 96.0点  |
| 7    | ダンジョンズ&ドラゴンズ/アウトローたちの誇り       | 95.0点  |
| 8    | 君たちはどう生きるか                               | 91.5点  |
| 9    | 鬼太郎誕生 ゲゲゲの謎                              | 86.0点  |
| 10   | ガーディアンズ・オブ・ギャラクシー:VOLUME 3        | 84.0点  |
| 11   | クライムズ・オブ・ザ・フューチャー                 | 73.0点  |
| 12   | エブリシング・エブリウェア・オール・アット・ワンス | 71.0点  |
| 13   | Pearl パール                                       | 68.5点  |
| 14   | 福田村事件                                         | 65.5点  |
| 15   | ザ・フラッシュ                                     | 61.0点  |
| 15   | シン・仮面ライダー                                 | 61.0点  |
| 17   | 枯れ葉                                             | 54.0点  |
| 18   | 別れる決心                                         | 53.0点  |
| 18   | カード・カウンター                                 | 53.0点  |
| 18   | スパイダーマン:アクロス・ザ・スパイダーバース      | 53.0点  |
| 21   | ジョン・ウィック:コンセクエンス                    | 52.0点  |
| 22   | イノセンツ                                         | 51.0点  |
| 23   | M3GAN/ミーガン                                     | 48.0点  |
| 24   | イニシェリン島の精霊                               | 47.0点  |
| 24   | レッド・ロケット                                   | 47.0点  |
| 26   | モリコーネ 映画が恋した音楽家                      | 46.5点  |
| 27   | 聖地には蜘蛛が巣を張る                             | 46.0点  |
| 28   | SISU/シス 不死身の男                               | 45.0点  |
| 29   | ダークグラス                                       | 44.5点  |
| 30   | ザ・キラー                                         | 43.0点  |

トホホ10
| 順位 | タイトル                                           | 得点  |
| ---- | -------------------------------------------------- | ----- |
| 1    | シン・仮面ライダー                                 | 143点 |
| 2    | ゴジラ-1.0                                         | 104点 |
| 3    | エブリシング・エブリウェア・オール・アット・ワンス | 85点  |
| 4    | アントマン&ワスプ:クアントマニア                   | 75点  |
| 5    | バビロン                                           | 56点  |
| 6    | インディ・ジョーンズと運命のダイヤル               | 51点  |
| 7    | エクソシスト 信じる者                              | 40点  |
| 8    | 65/シックスティ・ファイブ                          | 37点  |
| 8    | オオカミ狩り                                       | 37点  |
| 10   | PERFECT DAYS                                       | 36点  |
| 10   | アントニオ猪木をさがして                           | 36点  |

### 2024年度
ベストテン
| 順位 | タイトル                                  | 得点    |
| ---- | ----------------------------------------- | ------- |
| 1    | シビル・ウォー アメリカ最後の日           | 214.0点 |
| 2    | 哀れなるものたち                          | 147.0点 |
| 3    | チャレンジャーズ                          | 121.5点 |
| 4    | 密輸 1970                                 | 113.5点 |
| 5    | オッペンハイマー                          | 106.0点 |
| 6    | ルックバック                              | 105.0点 |
| 7    | ソウルの春                                | 102.5点 |
| 8    | 侍タイムスリッパー                        | 101.0点 |
| 9    | マッドマックス:フュリオサ                 | 86.0点  |
| 10   | ジョーカー:フォリ・ア・ドゥ               | 84.0点  |
| 11   | 悪魔と夜ふかし                            | 81.5点  |
| 12   | アイアンクロー                            | 73.5点  |
| 13   | デューン 砂の惑星PART2                    | 73.0点  |
| 14   | エイリアン:ロムルス                       | 68.5点  |
| 14   | 瞳をとじて                                | 68.5点  |
| 16   | 関心領域                                  | 68.0点  |
| 16   | Cloud クラウド                            | 68.0点  |
| 18   | 夜明けのすべて                            | 67.0点  |
| 19   | ベイビーわるきゅーれ ナイスデイズ         | 65.0点  |
| 20   | ゴールド・ボーイ                          | 63.5点  |
| 21   | サユリ                                    | 62.0点  |
| 22   | カラオケ行こ!                             | 57.0点  |
| 23   | ホールドオーバーズ 置いてけぼりのホリディ | 54.0点  |
| 24   | ドリーム・シナリオ                        | 52.0点  |
| 25   | ゴジラ×コング 新たなる帝国                | 50.5点  |
| 26   | デッドプール&ウルヴァリン                 | 49.0点  |
| 26   | ビートルジュース ビートルジュース         | 49.0点  |
| 28   | ツイスターズ                              | 48.5点  |
| 29   | ロボット・ドリームズ                      | 48.0点  |
| 30   | Chime                                     | 47.5点  |

トホホ10
| 順位 | タイトル                              | 得点   |
| ---- | ------------------------------------- | ------ |
| 1    | ジョーカー:フォリ・ア・ドゥ           | 48.0点 |
| 2    | スオミの話をしよう                    | 32.0点 |
| 3    | 変な家                                | 23.0点 |
| 4    | エイリアン:ロムルス                   | 22.0点 |
| 4    | マッドマックス:フュリオサ             | 22.0点 |
| 6    | ボーはおそれている                    | 20.5点 |
| 7    | あんのこと                            | 20.0点 |
| 8    | ゴーストバスターズ/フローズン・サマー | 19.0点 |
| 8    | 蛇の道                                | 19.0点 |
| 10   | ゴジラ×コング 新たなる帝国            | 17.0点 |